# 宮古島市
宮古島市（みやこじまし）は、宮古列島に位置する沖縄県の市である。

## 地理

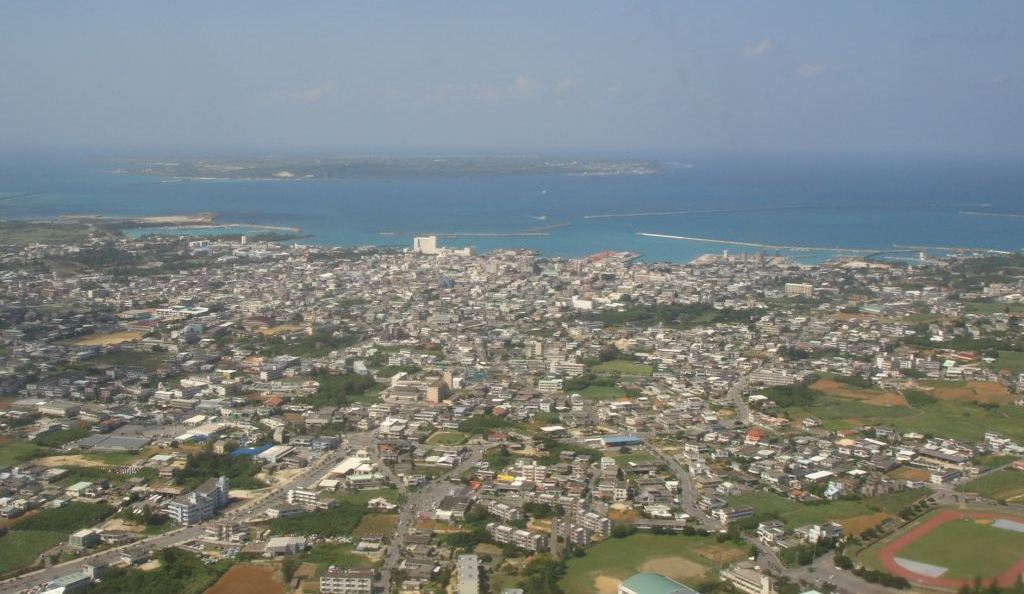
宮古島市街（旧平良市街）

宮古島市は、宮古列島の宮古島、池間島、大神島、来間島、伊良部島、下地島の大小6つの島々からなり、琉球諸島のほぼ中間に位置している。最も大きい島は宮古島で総面積の約78%を占める。宮古島と池間島は池間大橋、宮古島と来間島は来間大橋、宮古島と伊良部島は伊良部大橋、伊良部島と下地島は6本の橋によって結ばれている。人口は沖縄県内の市町村で第9位。
現在の市域には、かつて平良市及び宮古郡伊良部町・上野村・城辺町・下地町の5市町村が存在したが、2005年（平成17年）10月1日に合併（新設合併）して宮古島市が誕生した。旧市町村と宮古島市を構成する島しょとの対応関係は以下のとおり。
- 平良市 - 宮古島北部、池間島、大神島
- 下地町 - 宮古島南西部、来間島
- 上野村 - 宮古島南部
- 城辺町 - 宮古島南東部
- 伊良部町 - 伊良部島、下地島

### 気候
一年を通して高温多湿である。ケッペンの気候区分では、1971年-2000年の平年値では温帯湿潤気候にあたっていたが、1981年-2010年の平年値では熱帯雨林気候にあたる。また、他の気候区分では、亜熱帯海洋性気候ともいわれる。
宮古島地方気象台
- 気温 - 最高35.3℃（1971年（昭和46年）7月16日）、最低6.9℃（1967年（昭和42年）1月16日）
- 最大日降水量 - 452.0ミリ（2017年（平成29年）9月13日）
- 最大瞬間風速 - 85.3メートル（1966年（昭和41年）9月5日）
- 夏日最多日数 - 259日（1998年（平成10年））
- 真夏日最多日数 - 136日（2021年（令和3年））
- 猛暑日最多日数 - 2日（1971年（昭和46年））
- 熱帯夜最多日数 - 161日（2024年（令和6年））
- 冬日最多日数 - 0日（1938年（昭和13年） - ）

| 宮古島地方気象台（宮古島市平良字下里、標高39m）の気候   | 宮古島地方気象台（宮古島市平良字下里、標高39m）の気候 | 宮古島地方気象台（宮古島市平良字下里、標高39m）の気候 | 宮古島地方気象台（宮古島市平良字下里、標高39m）の気候 | 宮古島地方気象台（宮古島市平良字下里、標高39m）の気候 | 宮古島地方気象台（宮古島市平良字下里、標高39m）の気候 | 宮古島地方気象台（宮古島市平良字下里、標高39m）の気候 | 宮古島地方気象台（宮古島市平良字下里、標高39m）の気候 | 宮古島地方気象台（宮古島市平良字下里、標高39m）の気候 | 宮古島地方気象台（宮古島市平良字下里、標高39m）の気候 | 宮古島地方気象台（宮古島市平良字下里、標高39m）の気候 | 宮古島地方気象台（宮古島市平良字下里、標高39m）の気候 | 宮古島地方気象台（宮古島市平良字下里、標高39m）の気候 | 宮古島地方気象台（宮古島市平良字下里、標高39m）の気候 |
| 月                                                      | 1月                                                   | 2月                                                   | 3月                                                   | 4月                                                   | 5月                                                   | 6月                                                   | 7月                                                   | 8月                                                   | 9月                                                   | 10月                                                  | 11月                                                  | 12月                                                  | 年                                                    |
| ------------------------------------------------------- | ----------------------------------------------------- | ----------------------------------------------------- | ----------------------------------------------------- | ----------------------------------------------------- | ----------------------------------------------------- | ----------------------------------------------------- | ----------------------------------------------------- | ----------------------------------------------------- | ----------------------------------------------------- | ----------------------------------------------------- | ----------------------------------------------------- | ----------------------------------------------------- | ----------------------------------------------------- |
| 最高気温記録 °C （°F）                                  | 27.0 (80.6)                                           | 27.6 (81.7)                                           | 28.6 (83.5)                                           | 30.7 (87.3)                                           | 33.3 (91.9)                                           | 35.1 (95.2)                                           | 35.3 (95.5)                                           | 34.2 (93.6)                                           | 34.2 (93.6)                                           | 32.5 (90.5)                                           | 30.9 (87.6)                                           | 28.8 (83.8)                                           | 35.3 (95.5)                                           |
| 平均最高気温 °C （°F）                                  | 20.6 (69.1)                                           | 21.1 (70)                                             | 22.8 (73)                                             | 25.1 (77.2)                                           | 27.7 (81.9)                                           | 30.3 (86.5)                                           | 31.7 (89.1)                                           | 31.3 (88.3)                                           | 30.1 (86.2)                                           | 27.8 (82)                                             | 25.3 (77.5)                                           | 22.2 (72)                                             | 26.4 (79.5)                                           |
| 日平均気温 °C （°F）                                    | 18.3 (64.9)                                           | 18.6 (65.5)                                           | 20.1 (68.2)                                           | 22.5 (72.5)                                           | 25.0 (77)                                             | 27.7 (81.9)                                           | 28.9 (84)                                             | 28.6 (83.5)                                           | 27.6 (81.7)                                           | 25.5 (77.9)                                           | 23.1 (73.6)                                           | 20.0 (68)                                             | 23.8 (74.8)                                           |
| 平均最低気温 °C （°F）                                  | 16.3 (61.3)                                           | 16.6 (61.9)                                           | 17.9 (64.2)                                           | 20.4 (68.7)                                           | 23.0 (73.4)                                           | 25.7 (78.3)                                           | 26.8 (80.2)                                           | 26.5 (79.7)                                           | 25.6 (78.1)                                           | 23.8 (74.8)                                           | 21.3 (70.3)                                           | 18.2 (64.8)                                           | 21.9 (71.4)                                           |
| 最低気温記録 °C （°F）                                  | 6.9 (44.4)                                            | 7.3 (45.1)                                            | 8.6 (47.5)                                            | 11.4 (52.5)                                           | 15.2 (59.4)                                           | 17.4 (63.3)                                           | 21.4 (70.5)                                           | 21.2 (70.2)                                           | 19.7 (67.5)                                           | 17.2 (63)                                             | 12.9 (55.2)                                           | 9.6 (49.3)                                            | 6.9 (44.4)                                            |
| 降水量 mm （inch）                                      | 138.8 (5.465)                                         | 119.8 (4.717)                                         | 138.7 (5.461)                                         | 148.7 (5.854)                                         | 222.3 (8.752)                                         | 194.7 (7.665)                                         | 151.6 (5.969)                                         | 257.4 (10.134)                                        | 259.3 (10.209)                                        | 157.9 (6.217)                                         | 139.8 (5.504)                                         | 147.2 (5.795)                                         | 2,076 (81.732)                                        |
| 平均降水日数 （≥0.5 mm）                                | 14.3                                                  | 12.0                                                  | 12.4                                                  | 11.3                                                  | 11.7                                                  | 11.0                                                  | 10.6                                                  | 14.0                                                  | 13.2                                                  | 11.2                                                  | 12.5                                                  | 13.9                                                  | 148.2                                                 |
| % 湿度                                                  | 72                                                    | 74                                                    | 76                                                    | 79                                                    | 82                                                    | 84                                                    | 80                                                    | 81                                                    | 79                                                    | 75                                                    | 74                                                    | 71                                                    | 77                                                    |
| 平均月間日照時間                                        | 85.5                                                  | 90.3                                                  | 116.0                                                 | 122.9                                                 | 149.3                                                 | 191.9                                                 | 241.0                                                 | 210.9                                                 | 179.3                                                 | 151.9                                                 | 112.3                                                 | 92.7                                                  | 1,743.9                                               |
| 出典：気象庁 (平均値：1991年-2020年、極値：1937年-現在) |                                                       |                                                       |                                                       |                                                       |                                                       |                                                       |                                                       |                                                       |                                                       |                                                       |                                                       |                                                       |                                                       |

| 鏡原の気候                                                    | 鏡原の気候    | 鏡原の気候    | 鏡原の気候    | 鏡原の気候    | 鏡原の気候   | 鏡原の気候    | 鏡原の気候    | 鏡原の気候     | 鏡原の気候    | 鏡原の気候    | 鏡原の気候    | 鏡原の気候    | 鏡原の気候       |
| 月                                                            | 1月           | 2月           | 3月           | 4月           | 5月          | 6月           | 7月           | 8月            | 9月           | 10月          | 11月          | 12月          | 年               |
| ------------------------------------------------------------- | ------------- | ------------- | ------------- | ------------- | ------------ | ------------- | ------------- | -------------- | ------------- | ------------- | ------------- | ------------- | ---------------- |
| 最高気温記録 °C （°F）                                        | 27.1 (80.8)   | 28.4 (83.1)   | 28.7 (83.7)   | 30.9 (87.6)   | 33.2 (91.8)  | 34.3 (93.7)   | 35.3 (95.5)   | 35.0 (95)      | 34.9 (94.8)   | 32.5 (90.5)   | 31.2 (88.2)   | 29.8 (85.6)   | 35.3 (95.5)      |
| 平均最高気温 °C （°F）                                        | 20.9 (69.6)   | 21.9 (71.4)   | 22.9 (73.2)   | 25.2 (77.4)   | 28.2 (82.8)  | 30.6 (87.1)   | 32.2 (90)     | 31.7 (89.1)    | 30.6 (87.1)   | 28.3 (82.9)   | 25.9 (78.6)   | 22.4 (72.3)   | 26.7 (80.1)      |
| 日平均気温 °C （°F）                                          | 17.9 (64.2)   | 18.7 (65.7)   | 19.7 (67.5)   | 22.0 (71.6)   | 25.0 (77)    | 27.5 (81.5)   | 28.7 (83.7)   | 28.4 (83.1)    | 27.4 (81.3)   | 25.2 (77.4)   | 22.9 (73.2)   | 19.5 (67.1)   | 23.6 (74.5)      |
| 平均最低気温 °C （°F）                                        | 15.4 (59.7)   | 16.1 (61)     | 16.8 (62.2)   | 19.4 (66.9)   | 22.5 (72.5)  | 25.3 (77.5)   | 26.2 (79.2)   | 25.9 (78.6)    | 24.9 (76.8)   | 22.9 (73.2)   | 20.6 (69.1)   | 17.2 (63)     | 21.1 (70)        |
| 最低気温記録 °C （°F）                                        | 6.9 (44.4)    | 7.8 (46)      | 7.9 (46.2)    | 10.9 (51.6)   | 14.6 (58.3)  | 18.4 (65.1)   | 22.3 (72.1)   | 22.9 (73.2)    | 18.6 (65.5)   | 17.7 (63.9)   | 12.4 (54.3)   | 6.9 (44.4)    | 6.9 (44.4)       |
| 降水量 mm （inch）                                            | 150.8 (5.937) | 125.4 (4.937) | 119.0 (4.685) | 141.4 (5.567) | 199.4 (7.85) | 189.8 (7.472) | 142.8 (5.622) | 264.8 (10.425) | 241.7 (9.516) | 137.6 (5.417) | 165.5 (6.516) | 148.4 (5.843) | 2,026.7 (79.791) |
| 出典1：理科年表                                               |               |               |               |               |              |               |               |                |               |               |               |               |                  |
| 出典2：気象庁（平均値：2003年 - 2020年、極値：2003年 - 現在） |               |               |               |               |              |               |               |                |               |               |               |               |                  |

| 下地島の気候                                                  | 下地島の気候  | 下地島の気候  | 下地島の気候  | 下地島の気候  | 下地島の気候  | 下地島の気候  | 下地島の気候  | 下地島の気候   | 下地島の気候  | 下地島の気候  | 下地島の気候 | 下地島の気候  | 下地島の気候     |
| 月                                                            | 1月           | 2月           | 3月           | 4月           | 5月           | 6月           | 7月           | 8月            | 9月           | 10月          | 11月         | 12月          | 年               |
| ------------------------------------------------------------- | ------------- | ------------- | ------------- | ------------- | ------------- | ------------- | ------------- | -------------- | ------------- | ------------- | ------------ | ------------- | ---------------- |
| 最高気温記録 °C （°F）                                        | 27.5 (81.5)   | 27.5 (81.5)   | 28.2 (82.8)   | 30.7 (87.3)   | 32.6 (90.7)   | 34.2 (93.6)   | 36.1 (97)     | 35.0 (95)      | 34.4 (93.9)   | 33.6 (92.5)   | 31.1 (88)    | 28.8 (83.8)   | 36.1 (97)        |
| 平均最高気温 °C （°F）                                        | 21.2 (70.2)   | 22.1 (71.8)   | 23.1 (73.6)   | 25.3 (77.5)   | 28.2 (82.8)   | 30.4 (86.7)   | 32.1 (89.8)   | 31.8 (89.2)    | 30.9 (87.6)   | 28.7 (83.7)   | 26.2 (79.2)  | 22.7 (72.9)   | 26.9 (80.4)      |
| 日平均気温 °C （°F）                                          | 18.4 (65.1)   | 19.1 (66.4)   | 20.1 (68.2)   | 22.4 (72.3)   | 25.2 (77.4)   | 27.8 (82)     | 29.1 (84.4)   | 28.8 (83.8)    | 27.9 (82.2)   | 25.8 (78.4)   | 23.4 (74.1)  | 20.0 (68)     | 24.0 (75.2)      |
| 平均最低気温 °C （°F）                                        | 15.9 (60.6)   | 16.6 (61.9)   | 17.4 (63.3)   | 19.9 (67.8)   | 22.9 (73.2)   | 25.7 (78.3)   | 26.8 (80.2)   | 26.4 (79.5)    | 25.5 (77.9)   | 23.6 (74.5)   | 21.2 (70.2)  | 17.7 (63.9)   | 21.6 (70.9)      |
| 最低気温記録 °C （°F）                                        | 7.0 (44.6)    | 6.8 (44.2)    | 8.9 (48)      | 11.8 (53.2)   | 14.4 (57.9)   | 18.7 (65.7)   | 22.0 (71.6)   | 23.1 (73.6)    | 18.6 (65.5)   | 16.5 (61.7)   | 13.3 (55.9)  | 7.3 (45.1)    | 6.8 (44.2)       |
| 降水量 mm （inch）                                            | 124.5 (4.902) | 103.5 (4.075) | 110.8 (4.362) | 142.2 (5.598) | 197.0 (7.756) | 192.0 (7.559) | 112.5 (4.429) | 262.2 (10.323) | 224.9 (8.854) | 130.5 (5.138) | 159.0 (6.26) | 120.8 (4.756) | 1,879.7 (74.004) |
| 出典1：理科年表                                               |               |               |               |               |               |               |               |                |               |               |              |               |                  |
| 出典2：気象庁（平均値：2003年 - 2020年、極値：2003年 - 現在） |               |               |               |               |               |               |               |                |               |               |              |               |                  |

| 伊良部（標高10m）の気候                                         | 伊良部（標高10m）の気候 | 伊良部（標高10m）の気候 | 伊良部（標高10m）の気候 | 伊良部（標高10m）の気候 | 伊良部（標高10m）の気候 | 伊良部（標高10m）の気候 | 伊良部（標高10m）の気候 | 伊良部（標高10m）の気候 | 伊良部（標高10m）の気候 | 伊良部（標高10m）の気候 | 伊良部（標高10m）の気候 | 伊良部（標高10m）の気候 | 伊良部（標高10m）の気候 |
| 月                                                              | 1月                     | 2月                     | 3月                     | 4月                     | 5月                     | 6月                     | 7月                     | 8月                     | 9月                     | 10月                    | 11月                    | 12月                    | 年                      |
| --------------------------------------------------------------- | ----------------------- | ----------------------- | ----------------------- | ----------------------- | ----------------------- | ----------------------- | ----------------------- | ----------------------- | ----------------------- | ----------------------- | ----------------------- | ----------------------- | ----------------------- |
| 最高気温記録 °C （°F）                                          | 27.8 (82)               | 27.5 (81.5)             | 29.5 (85.1)             | 30.2 (86.4)             | 32.2 (90)               | 33.8 (92.8)             | 35.0 (95)               | 35.1 (95.2)             | 33.9 (93)               | 31.8 (89.2)             | 31.2 (88.2)             | 28.9 (84)               | 35.1 (95.2)             |
| 平均最高気温 °C （°F）                                          | 20.2 (68.4)             | 20.6 (69.1)             | 22.4 (72.3)             | 24.9 (76.8)             | 27.4 (81.3)             | 29.8 (85.6)             | 31.7 (89.1)             | 31.2 (88.2)             | 30.0 (86)               | 27.8 (82)               | 24.9 (76.8)             | 21.7 (71.1)             | 26.05 (78.89)           |
| 日平均気温 °C （°F）                                            | 17.8 (64)               | 18.1 (64.6)             | 19.8 (67.6)             | 22.3 (72.1)             | 24.7 (76.5)             | 27.2 (81)               | 28.8 (83.8)             | 28.3 (82.9)             | 27.2 (81)               | 25.2 (77.4)             | 22.5 (72.5)             | 19.5 (67.1)             | 23.45 (74.21)           |
| 平均最低気温 °C （°F）                                          | 15.5 (59.9)             | 15.8 (60.4)             | 17.2 (63)               | 19.9 (67.8)             | 22.3 (72.1)             | 25.1 (77.2)             | 26.4 (79.5)             | 25.9 (78.6)             | 24.8 (76.6)             | 23.1 (73.6)             | 20.5 (68.9)             | 17.3 (63.1)             | 21.15 (70.06)           |
| 最低気温記録 °C （°F）                                          | 6.9 (44.4)              | 6.3 (43.3)              | 5.1 (41.2)              | 10.0 (50)               | 14.3 (57.7)             | 16.3 (61.3)             | 22.0 (71.6)             | 21.5 (70.7)             | 17.5 (63.5)             | 16.7 (62.1)             | 10.0 (50)               | 6.4 (43.5)              | 5.1 (41.2)              |
| 降水量 mm （inch）                                              | 116.9 (4.602)           | 122.4 (4.819)           | 128.6 (5.063)           | 152.1 (5.988)           | 184.6 (7.268)           | 174.3 (6.862)           | 102.4 (4.031)           | 208.0 (8.189)           | 194.6 (7.661)           | 129.6 (5.102)           | 116.1 (4.571)           | 129.0 (5.079)           | 1,758.4 (69.228)        |
| 平均降水日数 （≥1.0 mm）                                        | 12.9                    | 11.7                    | 12.9                    | 10.2                    | 10.7                    | 10.4                    | 9.2                     | 12.3                    | 11.9                    | 9.2                     | 11.1                    | 10.5                    | 133                     |
| 平均月間日照時間                                                | 93.9                    | 94.6                    | 125.0                   | 127.8                   | 130.0                   | 150.7                   | 208.1                   | 210.6                   | 189.2                   | 170.3                   | 128.3                   | 111.5                   | 1,740                   |
| 出典1：理科年表                                                 |                         |                         |                         |                         |                         |                         |                         |                         |                         |                         |                         |                         |                         |
| 出典2：気象庁（平均値：1978年 - 2000年、極値：1978年 - 2009年） |                         |                         |                         |                         |                         |                         |                         |                         |                         |                         |                         |                         |                         |

| 城辺（標高55m）の気候                                         | 城辺（標高55m）の気候 | 城辺（標高55m）の気候 | 城辺（標高55m）の気候 | 城辺（標高55m）の気候 | 城辺（標高55m）の気候 | 城辺（標高55m）の気候 | 城辺（標高55m）の気候 | 城辺（標高55m）の気候 | 城辺（標高55m）の気候 | 城辺（標高55m）の気候 | 城辺（標高55m）の気候 | 城辺（標高55m）の気候 | 城辺（標高55m）の気候 |
| 月                                                            | 1月                   | 2月                   | 3月                   | 4月                   | 5月                   | 6月                   | 7月                   | 8月                   | 9月                   | 10月                  | 11月                  | 12月                  | 年                    |
| ------------------------------------------------------------- | --------------------- | --------------------- | --------------------- | --------------------- | --------------------- | --------------------- | --------------------- | --------------------- | --------------------- | --------------------- | --------------------- | --------------------- | --------------------- |
| 降水量 mm （inch）                                            | 132.8 (5.228)         | 122.7 (4.831)         | 143.8 (5.661)         | 145.9 (5.744)         | 213.9 (8.421)         | 195.8 (7.709)         | 143.2 (5.638)         | 224.7 (8.846)         | 216.4 (8.52)          | 153.1 (6.028)         | 145.0 (5.709)         | 151.9 (5.98)          | 2,010.4 (79.15)       |
| 平均降水日数 （≥1.0 mm）                                      | 12.9                  | 10.7                  | 11.6                  | 10.3                  | 11.1                  | 10.2                  | 8.9                   | 11.1                  | 11.1                  | 9.7                   | 10.3                  | 11.6                  | 130.3                 |
| 出典1：理科年表                                               |                       |                       |                       |                       |                       |                       |                       |                       |                       |                       |                       |                       |                       |
| 出典2：気象庁（平均値：1991年 - 2020年、極値：1978年 - 現在） |                       |                       |                       |                       |                       |                       |                       |                       |                       |                       |                       |                       |                       |

### 字名一覧
住所表示はいずれも字名の前に旧市町村名がつく。字名が旧町村名と同一の場合も同じ（字伊良部→伊良部字伊良部、字上野→上野字上野）。
平良地域
いずれも旧市名の「平良」が字名の頭につく（例：字西里→平良字西里）。
- 池間（いけま） - 池間島
- 大浦（おおうら）
- 大神（おおがみ） - 大神島
- 狩俣（かりまた）
- 久貝（くがい）
- 島尻（しまじり）
- 下里（しもさと）
- 荷川取（にかどり）
- 西里（にしざと）
- 西仲宗根（にしなかそね）
- 西原（にしはら）
- 東仲宗根（ひがしなかそね）
- 東仲宗根添（ひがしなかそねぞえ）
- 前里（まえざと） - 池間島
- 松原（まつばら）

城辺地域
いずれも旧町名の「城辺」が字名の頭につく（例：字福里→城辺字福里）
- 新城（あらぐすく）
- 下里（しもざと）
- 下里添（しもざとそえ）
- 友利（ともり）
- 長間（ながま）
- 西里添（にしざとそえ）
- 比嘉（ひが）
- 福里（ふくざと）
- 保良（ぼら）

上野地域
いずれも旧村名の「上野」が字名の頭につく（例：字上野→上野字上野）
- 上野（うえの）
- 新里（しんざと）
- 野原（のばる）
- 宮国（みやぐに）

下地地域
いずれも旧町名の「下地」が字名の頭につく（例：字上地→下地字上地）
- 上地（うえち）
- 嘉手苅（かでかり）
- 川満（かわみつ）
- 来間（くりま） - 来間島
- 洲鎌（すがま）
- 与那覇（よなは）

伊良部地域（伊良部島）
いずれも旧町名の「伊良部」が字名の頭につく（例：字長浜→伊良部字長浜）
- 池間添（いけまそえ）
- 伊良部（いらぶ） 一部下地島にまたがる
- 国仲（くになか） 一部下地島にまたがる
- 佐和田（さわだ） 一部下地島にまたがる
- 仲地（なかち） 一部下地島にまたがる
- 長浜（ながはま）
- 前里添（まえざとぞえ）

## 歴史
宮古島市成立前の詳細な沿革は、宮古島#歴史、平良市#歴史、伊良部町#歴史、上野村 (沖縄県)#歴史、城辺町 (沖縄県)#歴史、下地町参照。
- 明治末期までの間切制時代は平良間切・下地間切・砂川間切の3つに分かれていた。
- 1908年4月1日 - 島嶼町村制施行に伴い、平良・下地・砂川の3間切と多良間島をもって平良村、下地村、城辺村、伊良部村の4村が成立。
- 1913年2月14日 - 平良村多良間島（水納島も含む）が多良間村として分村。
- 1924年2月1日 - 平良村が町制施行、平良町となる。
- 1947年
  - 2月1日 - 城辺村が町制施行、城辺町となる。
  - 3月7日 - 平良町が市制施行、平良市となる。
- 1948年8月1日 - 下地村東部が上野村として分立。
- 1949年1月1日 - 下地村と上野村の一部が町制施行、下地町となる。
- 1956年 - 宮古空港が開港。
- 1959年9月 - 宮古島台風（台風14号）が宮古島を通過。同島で最低気圧908.1ミリバール（ヘクトパスカル）を観測。
- 1961年 - 農業を目的として大神島から集団離島。大神島の人口は半減した。
- 1964年 - 琉球放送が平良市久貝にラジオの中継放送局を開局（1150kHz、2005年にFM中継局に転換したため廃止）。
- 1966年9月 - 第2宮古島台風（台風18号）が宮古島を通過。同島で日本での観測史上最大の最大瞬間風速85.3m/sを観測。
- 1967年12月22日 - 沖縄放送協会（OHK・現在のNHK沖縄放送局）が宮古島をはじめ先島諸島で沖縄本島に先駆けてテレビ放送を開始（KSDY・US9ch、復帰後1976年まではNHK宮古総合テレビジョンとなる。なお沖縄本島では1年遅れて放送が開始された）。
- 1968年9月 - 第3宮古島台風（台風16号）が宮古島を通過。死傷者を出す大きな被害をもたらす。
- 1972年6月 - NHKがラジオ第1と第2の放送を沖縄本島と同時に開始。
- 1975年4月 - 宮古島の県道平良与那覇線（西里 - 上地）、城辺下地線（現在の沖縄県道246号城辺下地線とは別路線）、平良保良線（福里 - 保良）が国道に昇格し国道390号となる。同島では初の国道となる。
- 1976年12月22日 - NHKテレビの沖縄本島・日本本土との同時放送が開始（同時に教育テレビ・FM放送も開始される）。また電話も沖縄本島や日本本土と即時通話可能になった。
- 1978年
  - 5月 - 宮古島初のケーブルテレビ局である宮古島有線テレビ（現在の宮古テレビ）が開局。
  - 12月 - 宮古空港 - 那覇空港間にジェット機（ボーイング737）が就航。
- 1982年4月1日 - 伊良部村が町制施行、伊良部町となる。
- 1985年4月 - 第1回宮古島トライアスロン大会開催。
- 1989年7月 - 宮古空港と初の本土直行便となる東京（羽田空港）便が就航。
- 1992年
  - 1月 - 宮古島 - 池間島間に池間大橋が開通。
  - 2月 - 宮古島で初のプロ野球オープン戦開催（中日-大洋戦）。
- 1993年
  - 2月 - オリックス・ブルーウェーブが宮古島初のプロ野球キャンプを実施。
  - 12月16日 - 琉球放送と沖縄テレビが宮古島など先島諸島でテレビ放送開始。
- 1995年2月 - 宮古島 - 来間島間に来間大橋開通（農道橋として建設され、日本一長い農道橋となる）。
- 2001年7月 - 宮古地区全6市町村で宮古地区市町村合併研究会発足。
- 2002年
  - 4月 - 宮古地区合併協議会発足。
  - 7月20日 - 宮古島初のコミュニティFMとなるエフエムみやこ開局。
- 2003年9月 - 台風14号が宮古島を通過。
- 2005年10月1日 - 平良市・城辺町・下地町・上野村・伊良部町の合併により宮古島市が発足。
- 2008年 - 環境保全と産業振興の両立を目指して「エコアイランド宮古島宣言」を行う[15]。
- 2009年 - 政府により環境モデル都市に認定[16]。
- 2012年10月 - NHK連続テレビ小説『純と愛』の舞台となる[17]。
- 2014年7月7日 - 台風8号による暴風・波浪特別警報が発表される。
- 2015年1月31日 - 宮古島 - 伊良部島間に伊良部大橋が開通。
- 2019年3月26日 - 陸上自衛隊宮古島駐屯地が開庁[18]
- 2024年4月25日 - 午前3時すぎから大規模な停電。市内のほぼ全戸にあたる2万5490戸に影響が及んだ[19]。

## 行政

### 歴代市長
- 初代 伊志嶺亮：2005年11月13日 - 2008年12月31日
旧平良市長。市職員の不祥事により任期途中で引責辞任[20]。
- 2代 下地敏彦：2009年1月25日 - 2021年1月24日
旧城辺町助役。3期12年務めた[21]。退任後の2021年5月12日、在職中の収賄容疑で沖縄県警に逮捕された[22]。
- 3代 座喜味一幸：2021年1月25日 - 2025年1月24日
無所属新人、社民、社大、共産、立民推薦をうけ当選[21]。
- 4代 嘉数登：2025年1月25日 -

### 合併の経緯
多良間村を含む宮古列島の6市町村は、2001年（平成13年）7月に「宮古地区市町村合併研究会」を設置し、2002年（平成14年）4月には法定合併協議会に移行した。協議会では合併期日を2005年（平成17年）1月1日、新市名を「宮古市」としたが、多良間村では2004年（平成16年）2月に行われた住民投票の結果、反対票が賛成票を上回ったため離脱を表明し、合併協議は暗礁に乗り上げた。
さらに下地町でも議会が合併に慎重となり、2004年（平成16年）8月には多良間村を除く5市町村での法定協議会設置案を否決（他の4市町村は可決）し、9月には合併協議からの離脱を表明、また上野村でも下地町を除く合併に異論が出たため離脱を表明し、平良市・城辺町・伊良部町で法定協議会を設置した。
2004年（平成16年）12月になり下地町と上野村が3市町の法定協議会に復帰し、5市町村での合併協議が進められ、新市名は「宮古市」「宮古島市」「琉宮市」の中から「宮古市」に決定した。しかし、岩手県宮古市から事前照会が無かったとして見直しを要請されたため、2005年（平成17年）2月から3月にかけて新市名を問う住民アンケートを実施。その結果「宮古島市」が「宮古市」を上回ったため、最終的に「宮古島市」が新市名に採用された。
2005年（平成17年）3月15日には合併協定調印に漕ぎ着けたが、伊良部町では直後に審議が行われた合併関連議案を否決した（4市町村は可決）。合併特例法の期限が迫る中、4市町村では急遽、伊良部町を除く法定協議会を設置したが、3月25日に伊良部町議会は合併関連議案を一転して可決し、当初の予定通りの合併が実現した。

### 市の組織・庁舎

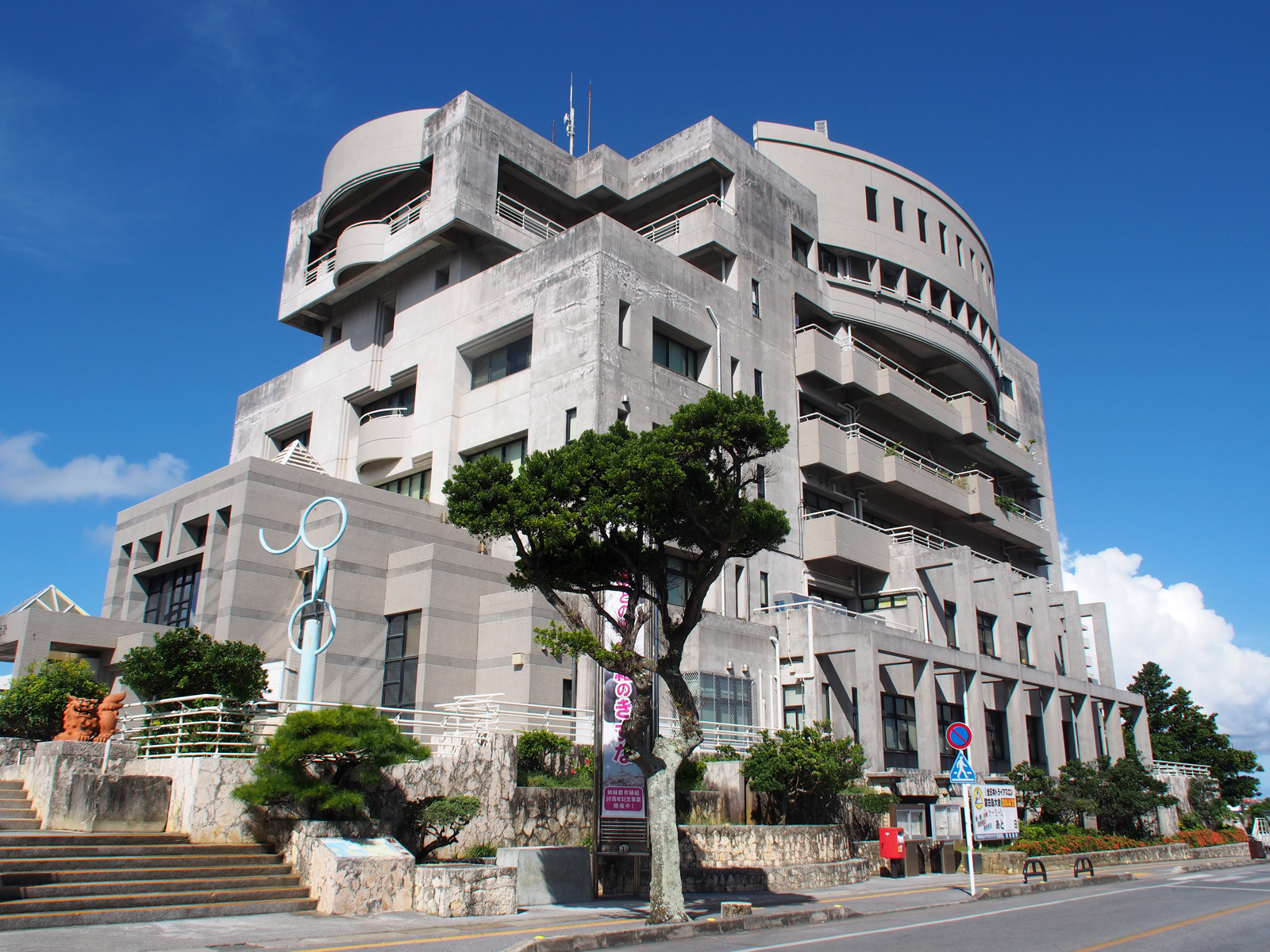
旧宮古島市役所平良庁舎

2005年の合併当時、新市域内には旧市町村の5つの庁舎（旧平良市役所本庁舎、旧城辺町役場、旧下地町役場、旧上野村役場、旧伊良部町役場）が存在したため、宮古市地区市町村合併協議会では分庁方式を採用する方向であった。分庁方式では各庁舎に業務部門を設置することになるが、離島である伊良部町に業務部門を設置することで生じる問題点や、分庁方式となった場合の行政サービスの低下を懸念する声などがあり、伊良部庁舎は伊良部総合支所として設置することになった。このため宮古島市では分庁方式と総合支所方式が並立する形で業務を行っていた。
その後、宮古島市は2017年8月に「宮古島市総合庁舎整備事業基本構想」を策定して、総合庁舎を建設して分庁方式を解消する方針を示し、宮古島市消防本部の北側に3階建ての総合庁舎が建設されて、2021年4月1月4日に開庁した。総合庁舎の完成後も各支庁舎の支所機能は維持される。

### 国の行政機関
- 内閣府
  - 沖縄総合事務局平良港湾事務所
  - 沖縄総合事務局宮古運輸事務所
  - 沖縄総合事務局宮古財務出張所
  - 沖縄総合事務局宮古島農林水産センター
  - 沖縄総合事務局宮古伊良部農業水利事務所
  - 沖縄総合事務局土地改良総合事務所宮古支所
- 法務省
  - 那覇地方検察庁平良支部
  - 平良区検察庁
  - 沖縄刑務所宮古拘置支所
  - 那覇地方法務局宮古島支局
  - 那覇保護観察所宮古島駐在官事務所
  - 福岡出入国在留管理局那覇支局宮古島出張所
- 裁判所
  - 那覇地方裁判所平良支部
  - 那覇家庭裁判所平良支部
  - 平良簡易裁判所
- 財務省
  - 沖縄地区税関宮古島税関支署
  - 宮古島税務署
- 厚生労働省

  - 沖縄労働局宮古公共職業安定所
  - 沖縄労働局宮古労働基準監督署
  - 那覇検疫所平良出張所
- 農林水産省
  - 那覇植物防疫事務所平良出張所
- 国土交通省
  - 大阪航空局宮古空港・航空路監視レーダー事務所
  - 大阪航空局宮古空港・航空路監視レーダー事務所下地島空港分室
  - 海上保安庁第十一管区海上保安本部宮古島海上保安部
  - 気象庁宮古島地方気象台
- 防衛省
  - 宮古島駐屯地（離島警備部隊）[18]
  - 宮古島分屯基地（防空レーダー施設）
  - 自衛隊沖縄地方協力本部宮古島出張所

### 県の行政機関
- 沖縄県宮古事務所（旧宮古支庁）
- 宮古農林水産振興センター
- 福祉保健部宮古福祉保健所
- 土木建築部宮古土木事務所
- 土木建築部下地島空港管理事務所
- 教育委員会宮古教育事務所

### 警察
- 沖縄県警察宮古島警察署（旧宮古警察署）

### 消防
- 宮古島市消防本部

## 議会

### 市議会
- 定数：24名
- 任期：2025年（令和7年）11月12日[27]

2024年3月28日時点の会派構成は以下のとおり（括弧内は党派）。
- 市民ネット結 2名（無所属 2名）
- 新政会 3名（無所属 3名）
- 自民 4名（自由民主党 1名、無所属 3名）
- 保守宮古未来会 5名（無所属 5名）
- 公明党 2名（公明党 2名）
- 無会派 5名（日本共産党 1名、無所属 4名）[28]

### 県議会
2024年沖縄県議会議員選挙
- 選挙区 - 宮古島市選挙区
- 定数 - 2人
- 投票日 - 2024年6月16日
- 当日有権者数 - 46,002人
- 投票率 - 47.41％

| 候補者名 | 当落 | 年齢 | 党派名     | 新旧別 | 得票数  |
| -------- | ---- | ---- | ---------- | ------ | ------- |
| 新里匠   | 当   | 47   | 無所属     | 新     | 7,934票 |
| 下地康教 | 当   | 64   | 自由民主党 | 現     | 7,207票 |
| 國仲昌二 | 落   | 63   | 立憲民主党 | 現     | 6,454票 |

### 衆議院
- 選挙区 - 沖縄4区（石垣市、糸満市、豊見城市、宮古島市、南城市、島尻郡（与那原町、南風原町、八重瀬町）、宮古郡、八重山郡）
- 任期 - 2024年10月31日 -2028年10月31日
- 投票日 - 2024年10月27日
- 当日有権者数 - 298,785人
- 投票率 - 48.39％

| 候補者名   | 当落 | 年齢 | 所属党派     | 新旧別 | 得票数   | 重複 |
| ---------- | ---- | ---- | ------------ | ------ | -------- | ---- |
| 西銘恒三郎 | 当   | 67   | 自由民主党   | 前     | 61,289票 | ○    |
| 金城徹     | 落   | 68   | 立憲民主党   | 新     | 47,248票 | ○    |
| 山川仁     | 比当 | 50   | れいわ新選組 | 新     | 20,284票 | ○    |
| 山川泰博   | 落   | 68   | 日本維新の会 | 新     | 12,481票 | ○    |

## 経済

### 産業
主要産業は農業及び観光業である。
- 農業 - サトウキビ、タバコ、マンゴーをはじめとした果物類（トロピカルフルーツ）など。農業生産額は、沖縄県内の市町村で第1位[30]。
- 観光業 - 入域観光客数は2018年度に初めて100万人を突破[31]。その後、コロナ禍により落ち込んだものの、2022年度には観光収入が717億円となり過去最高を記録している[32]。
- 酒造業 - 市内には6つの酒造所（池間酒造・沖之光酒造・菊之露酒造・多良川・渡久山酒造・宮の華）がある。
- 化学工業 - りゅうせきがサトウキビを原料とするバイオマスエタノール製造プラントを建設し、バイオマス燃料自動車実用化の実証実験を行ったが、2018年に終了している。[33]。

### 市内に本社を置く主な企業
- 宮古製糖 - 製糖業。
- パラダイスプラン - 製塩業、「雪塩」製造。

現在は市外に本社を移転しているものの、宮古島で創業した企業に、サンエー（スーパーマーケット運営等、2017年沖縄県内企業売上高1位）、大米建設（建設業、同49位）がある。また、アニメ制作会社スタジオアールエフは、かつて宮古島市に本社を置いていたが、2023年に東京都に移転している。なお、宮古島に本社を置いていた間も、アニメ制作は東京で行い、宮古島では福祉関連の業務を行っていた。

## 姉妹都市・提携都市

### 日本国内
- 室蘭市（北海道） - プロビデンス号（室蘭に寄港し、宮古島沖で座礁）が縁で、1998年8月3日に交流都市締結（旧平良市と）[37]
- 西会津町（福島県耶麻郡） - 友好都市[38]
- 上越市（新潟県） - 人頭税廃止運動の中心であった中村十作が旧板倉町出身であったことから交流都市締結（旧城辺町と）[39]
- 市貝町（栃木県芳賀郡）[38] - 伊良部島がサシバの飛来地、市貝町がサシバの繁殖地であることが縁で、2017年10月3日に交流都市締結[40]
- 世田谷区（東京都） - 1962年、豆記者団の交流をきっかけに友好都市締結（旧平良市と）[38]
- 藤枝市（静岡県） - 2011年10月23日、友好都市締結[41]
- 白川町（岐阜県加茂郡）[38] - 2004年、交流都市締結（旧下地町と）
- 津山市（岡山県） - 平良市立平良第一小学校の校長が研修で津山市立南小学校に派遣されたことをきっかけに、両校が姉妹校となり、さらに1965年3月15日に姉妹都市締結（旧平良市と）[42]
- 鳴門市（徳島県）[38] - 歴史上ドイツ人との交流があったことが共通し2003年、親善交流都市締結（旧上野村と）
- 山鹿市（熊本県） - 2023年7月30日に友好都市締結[43]

### 日本国外
- アメリカ合衆国・ハワイ州マウイ郡[38] - 1965年6月24日、姉妹都市締結（旧平良市と）
- 中華民国・台湾省基隆市[38] - 2007年6月28日、姉妹都市締結（宮古島市）

## 地域

### 人口
| |                                          |  |
| 宮古島市と全国の年齢別人口分布（2005年） | 宮古島市の年齢・男女別人口分布（2005年） |  |
| ■紫色 ― 宮古島市 ■緑色 ― 日本全国 | ■青色 ― 男性 ■赤色 ― 女性                |  |
| 宮古島市（に相当する地域）の人口の推移 \| 1970年（昭和45年） \| 58,667人 \| \| \| 1975年（昭和50年） \| 55,957人 \| \| \| 1980年（昭和55年） \| 58,797人 \| \| \| 1985年（昭和60年） \| 58,535人 \| \| \| 1990年（平成2年） \| 55,429人 \| \| \| 1995年（平成7年） \| 54,326人 \| \| \| 2000年（平成12年） \| 54,249人 \| \| \| 2005年（平成17年） \| 53,493人 \| \| \| 2010年（平成22年） \| 52,039人 \| \| \| 2015年（平成27年） \| 51,186人 \| \| \| 2020年（令和2年） \| 52,931人 \| \| |                                          |  |
| 総務省統計局 国勢調査より |                                          |  |
| 1970年（昭和45年） | 58,667人                                 |  |
| 1975年（昭和50年） | 55,957人                                 |  |
| 1980年（昭和55年） | 58,797人                                 |  |
| 1985年（昭和60年） | 58,535人                                 |  |
| 1990年（平成2年） | 55,429人                                 |  |
| 1995年（平成7年） | 54,326人                                 |  |
| 2000年（平成12年） | 54,249人                                 |  |
| 2005年（平成17年） | 53,493人                                 |  |
| 2010年（平成22年） | 52,039人                                 |  |
| 2015年（平成27年） | 51,186人                                 |  |
| 2020年（令和2年） | 52,931人                                 |  |

### インフラ
- 地下ダム（福里ダム、砂川ダム）

### 医療
- 沖縄県立宮古病院
- 宮古島徳洲会病院

### 教育

#### 大学
- 宝塚医療大学観光学部観光学科[44]

#### 高等学校
- 沖縄県立宮古高等学校
- 沖縄県立宮古工業高等学校
- 沖縄県立宮古総合実業高等学校
  - 2008年（平成20年）4月に宮古農林高校と翔南高校（旧・宮古水産高校）とを統合して開校

#### 中学校
- 池間小中学校
- 鏡原中学校
- 狩俣中学校
- 北中学校
- 平良中学校
- 西辺中学校
- 久松中学校
- 城東中学校
- 下地中学校
- 上野中学校
- 伊良部島小学校・中学校（結の橋学園）[45]

#### 小学校
- 池間小中学校
- 鏡原小学校
- 狩俣小学校
- 北小学校
- 西辺小学校
- 久松小学校
- 平良第一小学校
- 南小学校
- 城辺小学校
- 砂川小学校
- 西城小学校
- 福嶺小学校
- 下地小学校
- 上野小学校
- 東小学校
- 宮古島市立伊良部島小学校・中学校（結の橋学園）[45]

#### 特別支援学校
- 沖縄県立宮古特別支援学校

### 公共施設

#### 博物館
- 宮古島市総合博物館

#### 植物園
- 宮古島市熱帯植物園

#### 図書館・中央公民館
- 宮古島市未来創造センター（宮古島市立図書館・宮古島市中央公民館）

#### ホール・集会場
- マティダ市民劇場
- 宮古島市立中央公民館
- 宮古島市立伊良部公民館
- 宮古島市立下地公民館
- 宮古島市立久松地区公民館
- 宮古島市立西原地区公民館
- 宮古島市立下崎地区公民館
- 池間島離島振興総合センター
- 伊良部島離島振興総合センター
- 来間島離島振興総合センター
- 城辺農村環境改善センター
- 上野農村環境改善センター
- 下地農村環境改善センター

#### 体育施設
- 宮古島市総合体育館（建て替えのため2024年8月末で閉館）[46]

- 宮古島市民球場
- 勤労者体育センター（野球場）
- 城辺運動公園（野球場）
- 宮古島市城辺陸上競技場
- 宮古島市農業者トレーニングセンター
- 佐良浜スポーツセンター
- 宮古島市上野体育館
- 下地勤労者体育センター

## 交通

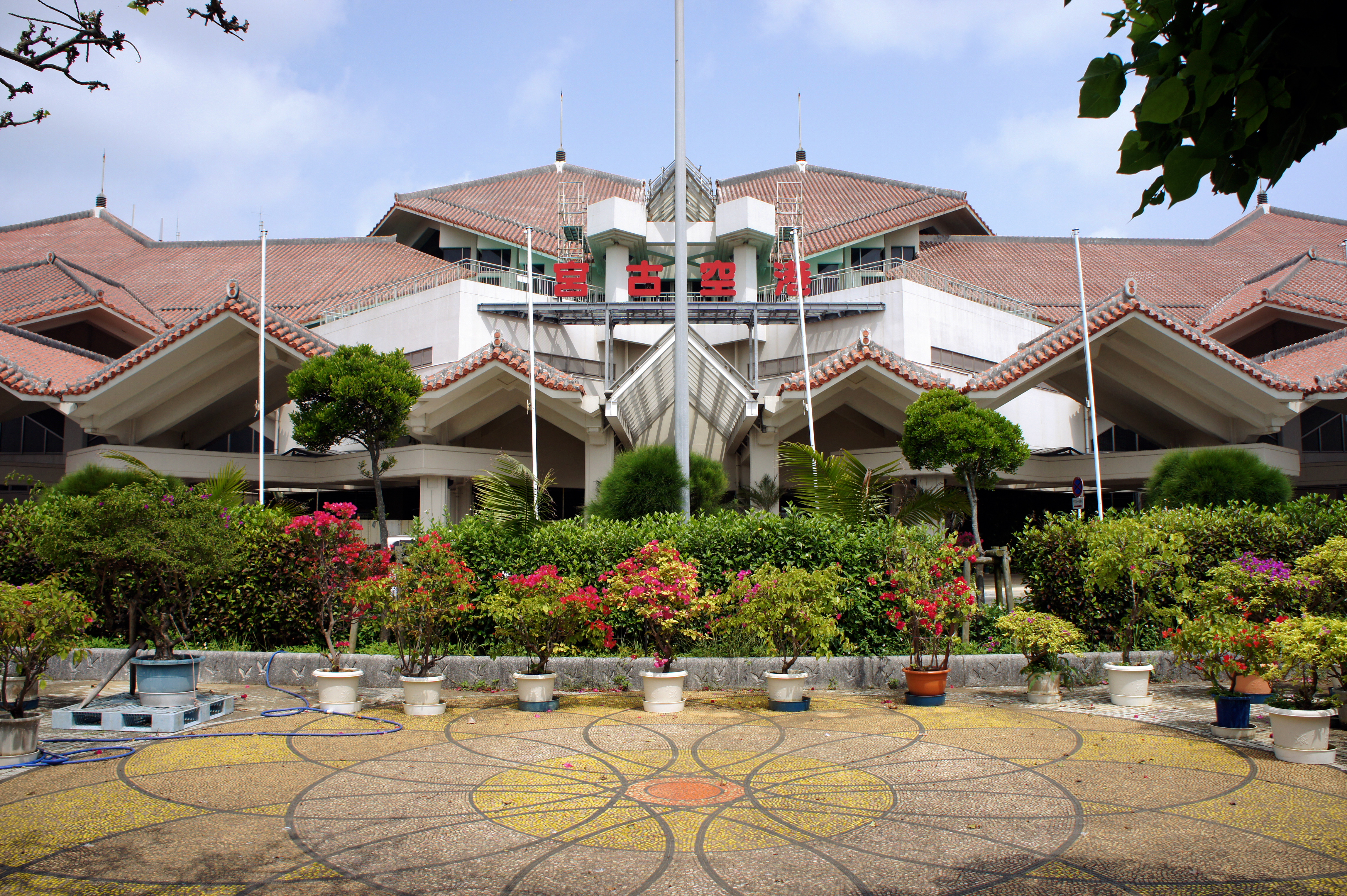
宮古空港

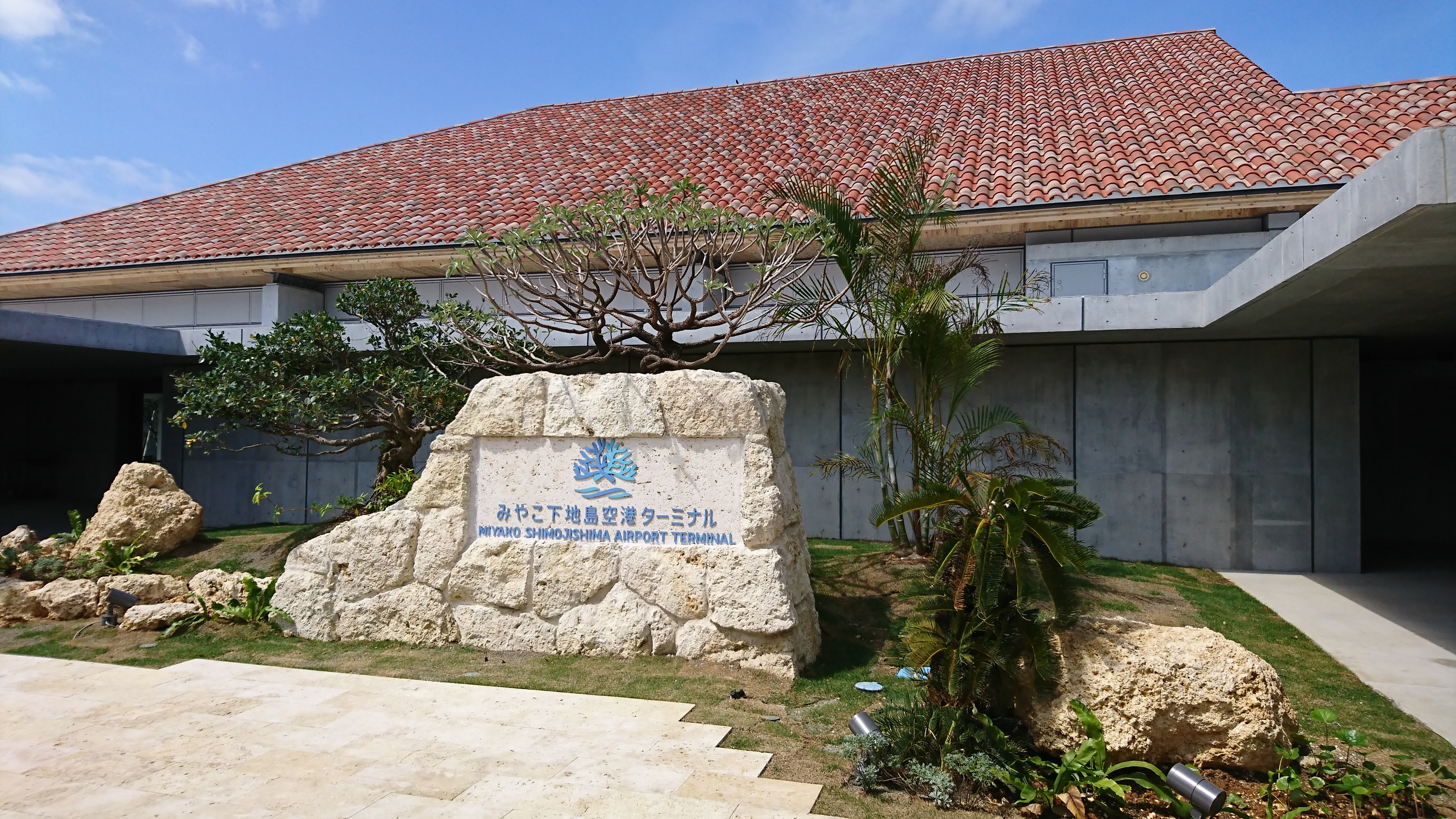
下地島空港

### 空路

#### 空港
- 宮古空港
2,000m級滑走路を持ち中型ジェット機が離着陸可能。年間旅客搭乗者数は約157万人（2017年）[47]。
- 下地島空港
1994年の那覇線運休後は定期旅客路線の就航がなく、主に乗員訓練空港として使われたが、2011年に日本航空が、2013年度で全日空がそれぞれ撤退し、その後は琉球エアーコミューター及び海上保安庁等の小型機の訓練が中心となっていた[48]。本空港の活用については米軍基地移転や自衛隊配備の案もあったが、2017年に三菱地所等との基本合意書が締結され、LCCや国際便の就航、パイロット育成が行われることとなった。
2019年3月にジェットスターによる定期便が就航。2020年10月25日にはスカイマークが就航し、2022年現在はスカイマークが通年で、ジェットスターは3-10月の夏季ダイヤで定期路線を就航させている[49]。

### 海路

#### 港湾
- 平良港（重要港湾）
- 来間・前浜港（地方港湾）
- 佐良浜港
- 長山港（地方港湾）

#### 航路
- 平良港 - 多良間島・譜天間港
  - 多良間海運（フェリーたらまゆう 週6往復）
- 島尻港 - 大神島
  - 大神海運（スマヌかりゆす 1日4-5便）

##### かつて存在した航路
- 平良港 - 伊良部島・佐良浜港
  - 宮古フェリー（フェリーゆうむつ1日6便、うぷゆう1日11-12便）
  - はやて（フェリーはやて1日7便、スーパーライナーはやて1日11-12便）
  - 伊良部大橋開通に伴い廃止された。

### 陸路

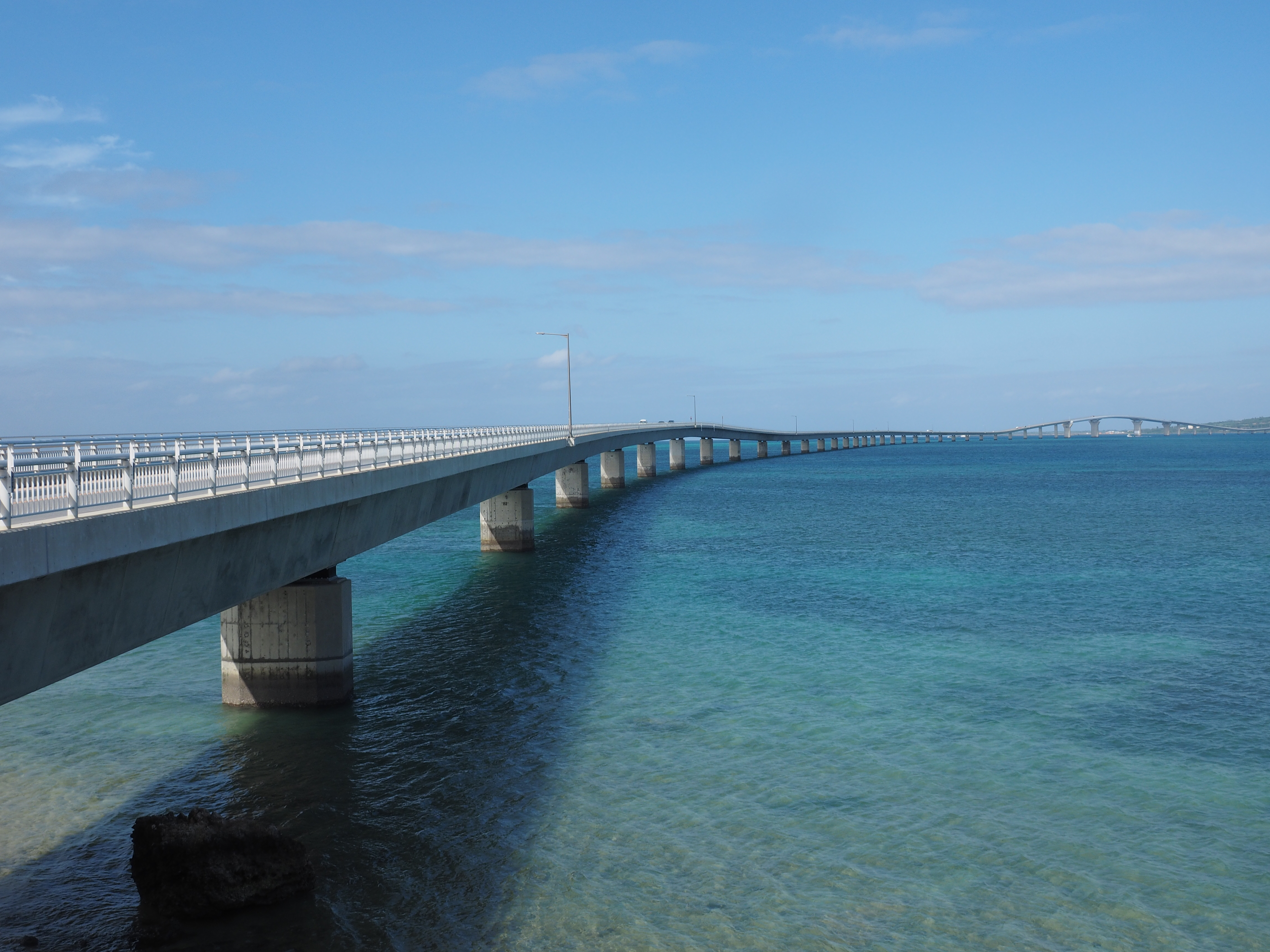
伊良部大橋

大神島を除く各島は橋で結ばれており、陸路で往来することができる。

#### 国道
- 国道390号

#### 県道
- 沖縄県道78号平良城辺線（主要地方道）
- 沖縄県道83号保良西里線（同上）
- 沖縄県道90号下地島空港佐良浜線（同上・伊良部島）
- 沖縄県道190号平良新里線
- 沖縄県道191号与那覇上地線
- 沖縄県道192号平良久松港線
- 沖縄県道194号鏡原増原線
- 沖縄県道195号野原越七原線
- 沖縄県道197号嘉手苅屋原線
- 沖縄県道198号根間地与那節線
- 沖縄県道199号福里保良線
- 沖縄県道200号川満山中線
- 沖縄県道201号友利線
- 沖縄県道202号宮国線
- 沖縄県道204号長山港佐良浜港線（伊良部島）
- 沖縄県道230号池間大浦線（池間島 - 宮古島）
- 沖縄県道235号保良上地線
- 沖縄県道243号高野西里線
- 沖縄県道246号城辺下地線
- 沖縄県道252号平良下地島空港線（宮古島 - 伊良部島）

#### 路線バス

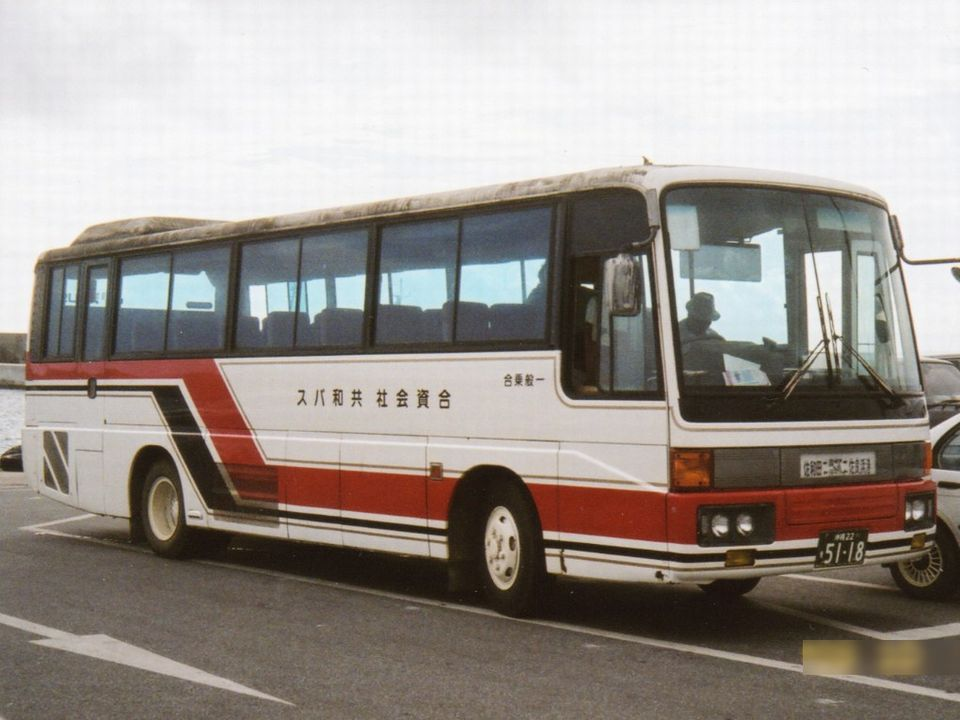
共和バスの路線バス

以下の4社が運行している。伊良部大橋開通を機に2015年2月1日に宮古協栄バス、八千代バス、共和バスの3社が平良港まで路線を延長し、「平良港」停留所を結節点として相互乗り換えが可能となった。2021年1月4日には、宮古島市役所の新庁舎への移転に伴い、結節点が新設の「宮古島市役所」停留所に変更された。また、他に期間限定で宮古空港と市街地を結ぶ巡回バス「宮古島ループバス」も運行されている（詳細は宮古空港#交通参照）。
- 宮古協栄バス - 宮古島で最大規模の路線バス事業者で、宮古島市中心部と宮古島の中・南部各地を結ぶ6系統の路線を運行する。宮古空港を経由する路線や、来間大橋を渡り来間島と宮古島を結ぶ路線、伊良部大橋を渡り下地島空港とを結ぶ路線もある。本社兼ターミナル（停留所名は「協栄車庫」）は中心市街地の南西側に位置している。
- 八千代バス・タクシー - 市北部の半島部および池間島と市中心部・宮古島市役所を結ぶ1路線を運行する。旧宮古島市役所の北東側に本社を置き、長年、同所にある「平良」停留所をターミナル（発着点）としてきたが、2021年1月4日より「宮古島市役所」停留所が発着点となり、「平良」は路線途中の停留所になった[54]。
- 共和バス - 伊良部島を拠点としており伊良部大橋開通以前は伊良部島内のみで運行していたが、橋の開通により、同橋を経由し平良港と伊良部島を結ぶ路線の運行を開始した[50]。2021年1月4日に宮古島側の発着点が「平良港」停留所から「宮古島市役所」停留所に変更された[52]。
- 中央交通 - 2019年3月から下地島空港と宮古島市中心部を結ぶ定期バス路線を運行。クローズドドアシステムを採用し、途中のバス停では下地島空港への乗車、下地島空港からの下車のみ可能。

## 名所・旧跡・観光スポット・祭事・催事

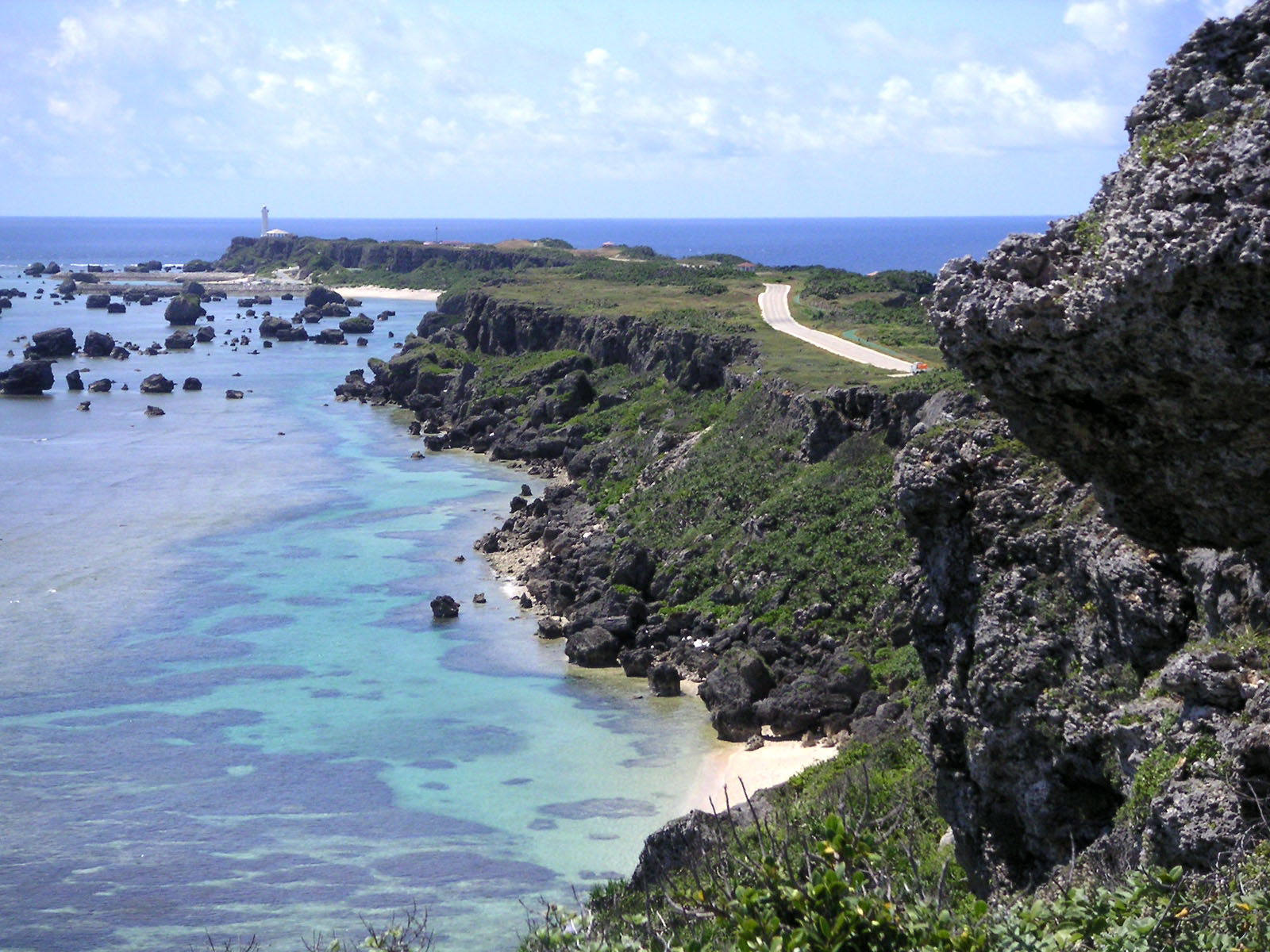
東平安名岬

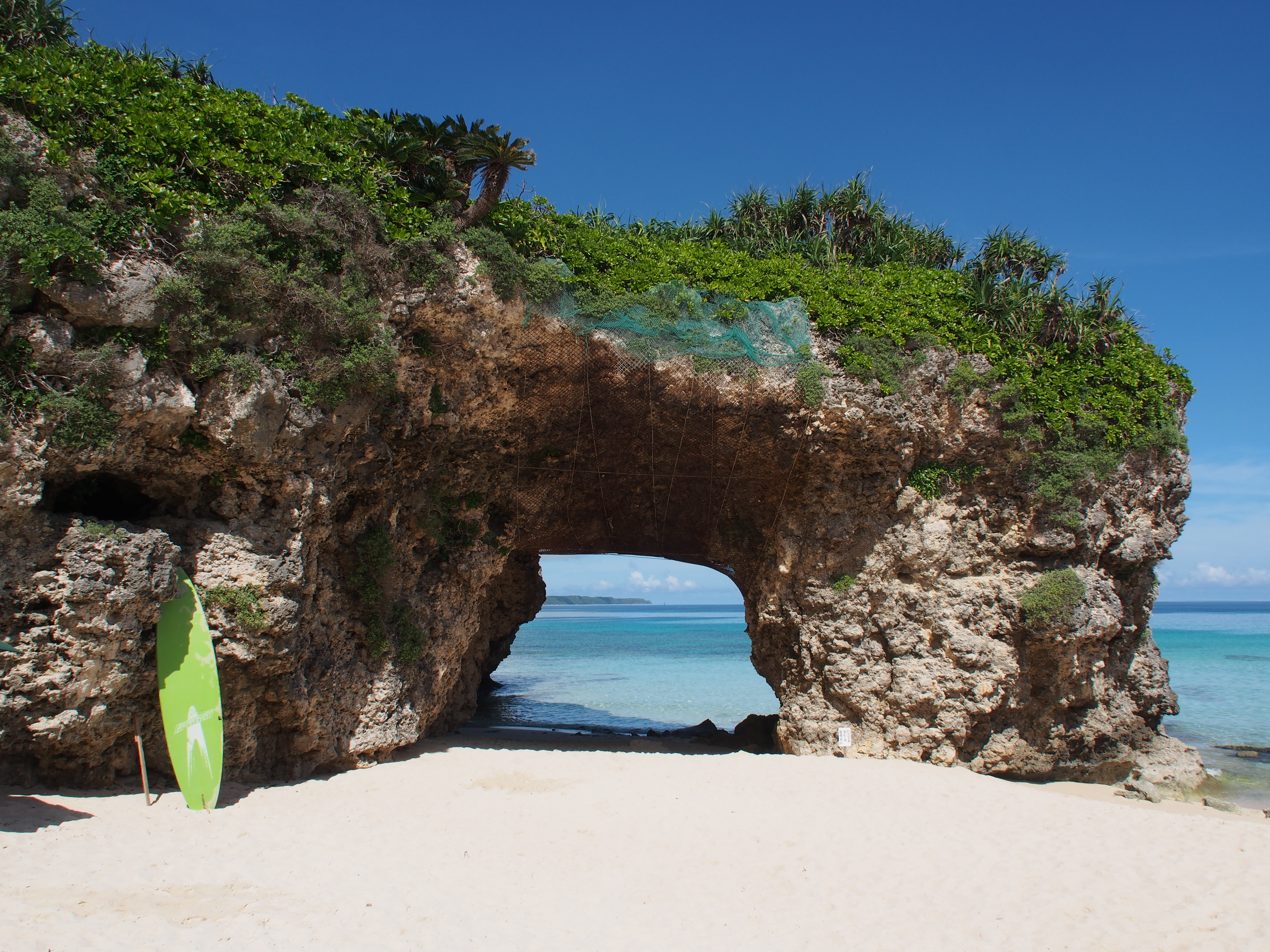
砂山ビーチ

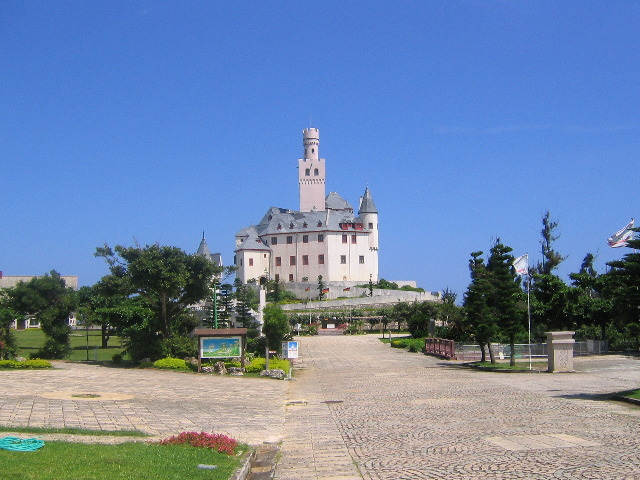
うえのドイツ文化村

### 名所
- 東平安名岬 - 国の名勝
- 西平安名岬
- 通り池 - 国の名勝及び天然記念物（下地島）
- 伊良部大橋
- 池間大橋
- 来間大橋
- 牧山展望台（伊良部島）
- 竜宮城展望台（来間島）

### ビーチ・海岸
- 与那覇前浜（下地）
- 砂山ビーチ（平良）
- パイナガマビーチ（平良）
- 吉野海岸（城辺）
- 新城海岸（城辺）
- 保良泉ビーチ（城辺）
- イムギャーマリンガーデン（城辺）
- 長間浜（来間島）
- 渡口の浜（伊良部島）
- 佐和田の浜（伊良部島） - 日本の渚百選
- 中の島（下地島）

### 旧跡
- 大和井 - 国の史跡
- 先島諸島火番盛（池間遠見、狩俣遠見、島尻遠見、砂川遠見、来間遠見） - 国の史跡
- 仲宗根豊見親の墓・知利真良豊見親の墓・アトンマ墓 - 国の重要文化財
- 池田矼 - 沖縄県の史跡
- 久松五勇士顕彰碑
- 人頭税石
- サバウツガー（サバ沖井戸）（伊良部島） - 宮古島市の史跡
- 帯岩（下地島） - 宮古島市の史跡

### 神社仏閣
- 漲水御嶽 - 宮古島市の史跡
- 宮古神社

### 観光スポット
- うえのドイツ文化村
- 宮古島海宝館
- 宮古伝統工芸研究センター
- 宮古島海中公園[56]
- 恵子美術館
- 宮古島温泉
- シギラ温泉

### 祭事
- パーントゥ（島尻 旧暦9月、野原 旧暦12月） - 無形文化遺産、国の重要無形民俗文化財
- 野原のマストリャー - 国の選択無形民俗文化財
- 宮古のクイチャー - 国の選択無形民俗文化財

### 催事
- 宮古島100kmワイドーマラソン（1月）
- 八重干瀬まつり（4月）
- 全日本トライアスロン宮古島大会（4月）
- ビーチバレー宮古島大会（6月）
- オリオン・ビアフェスタ（7月）
- 宮古まつり（7月）
- クイチャーフェスティバル（11月）

なお、与那覇湾では毎年7月にサニツ浜カーニバルが開催されていたが、新型コロナウイルスの影響で2019年の第29回大会から中止が続き、2022年6月24日に開催された実行委員会総会で廃止が決定された。

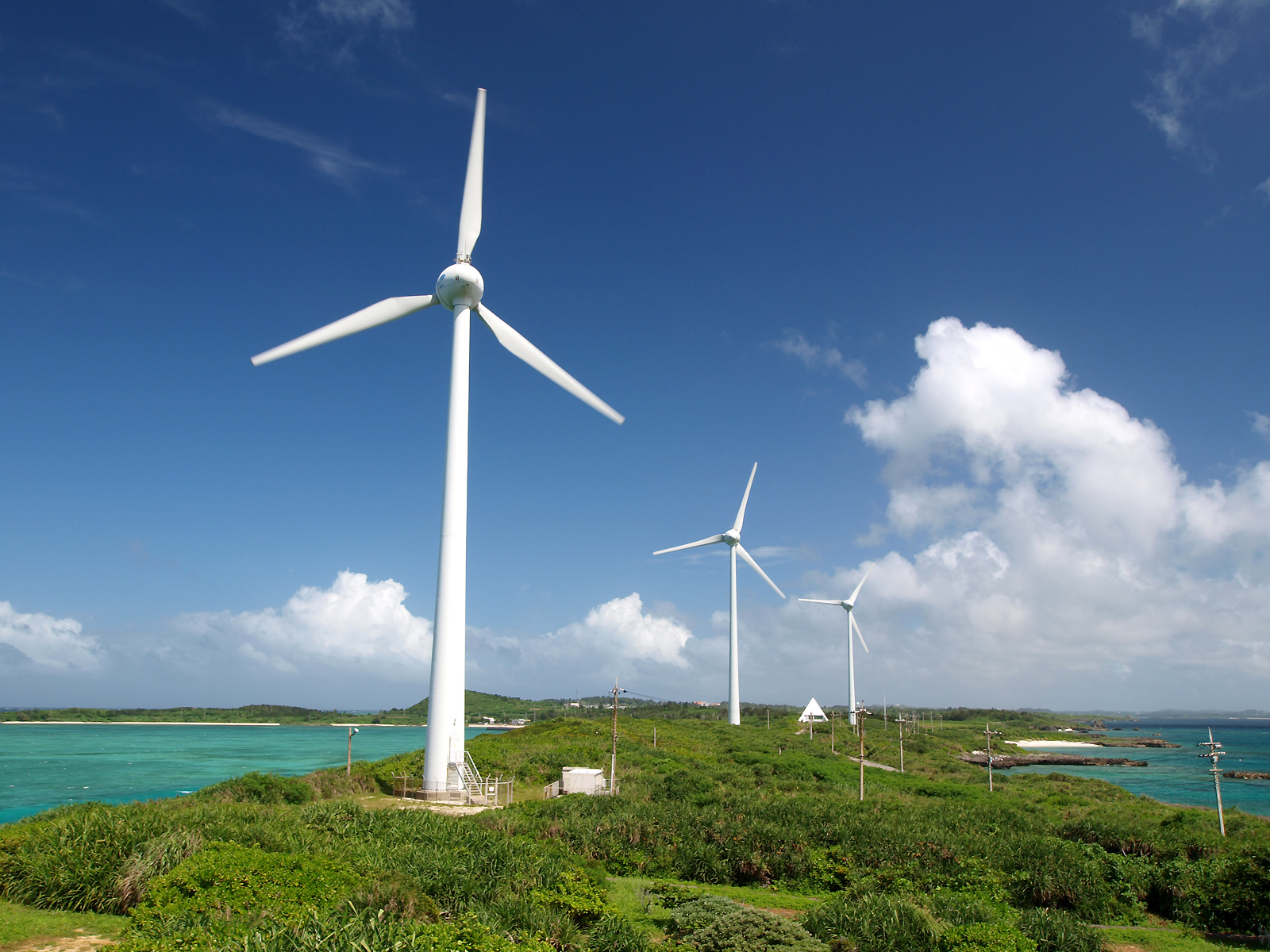
西平安名岬
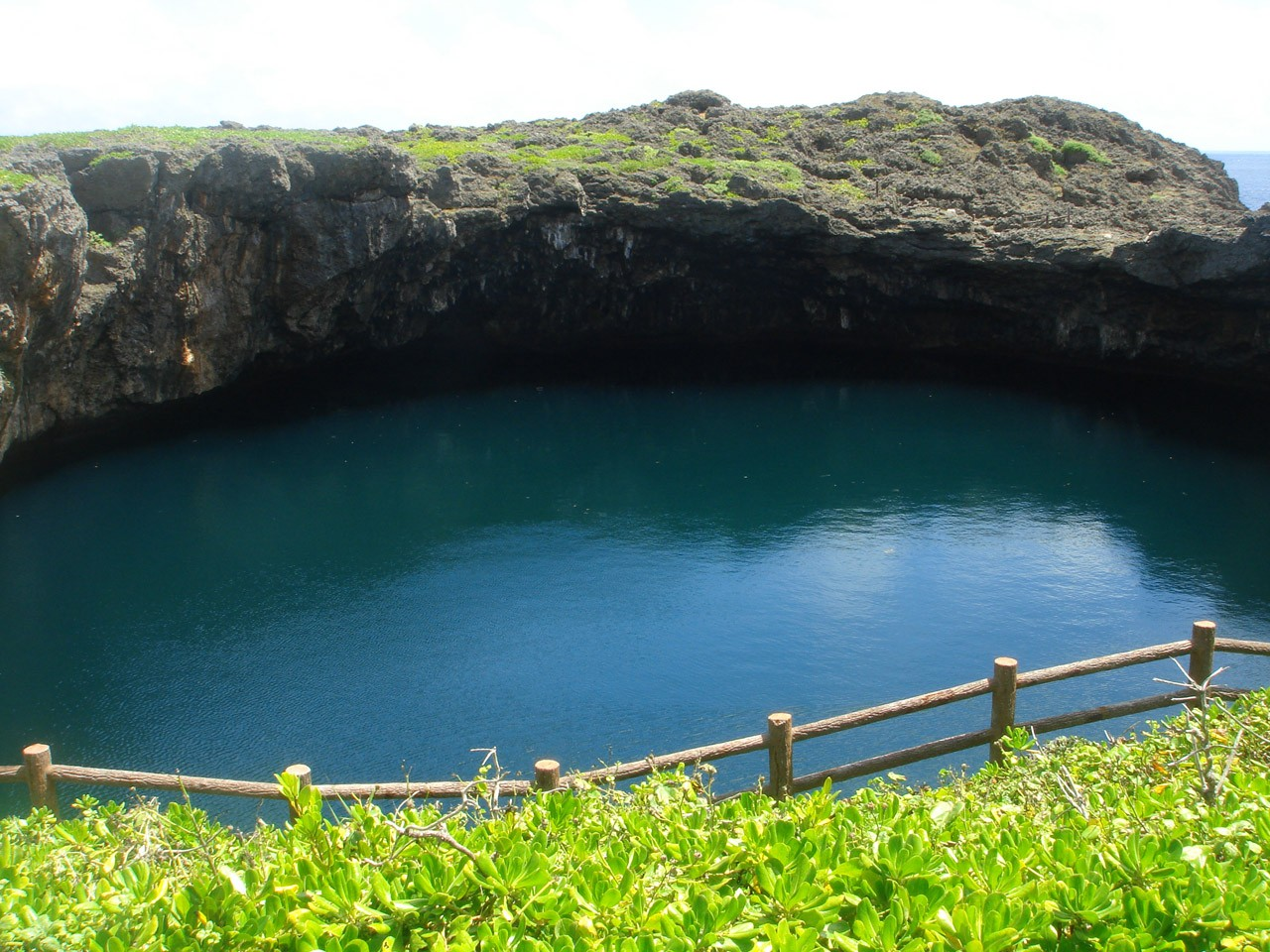
通り池
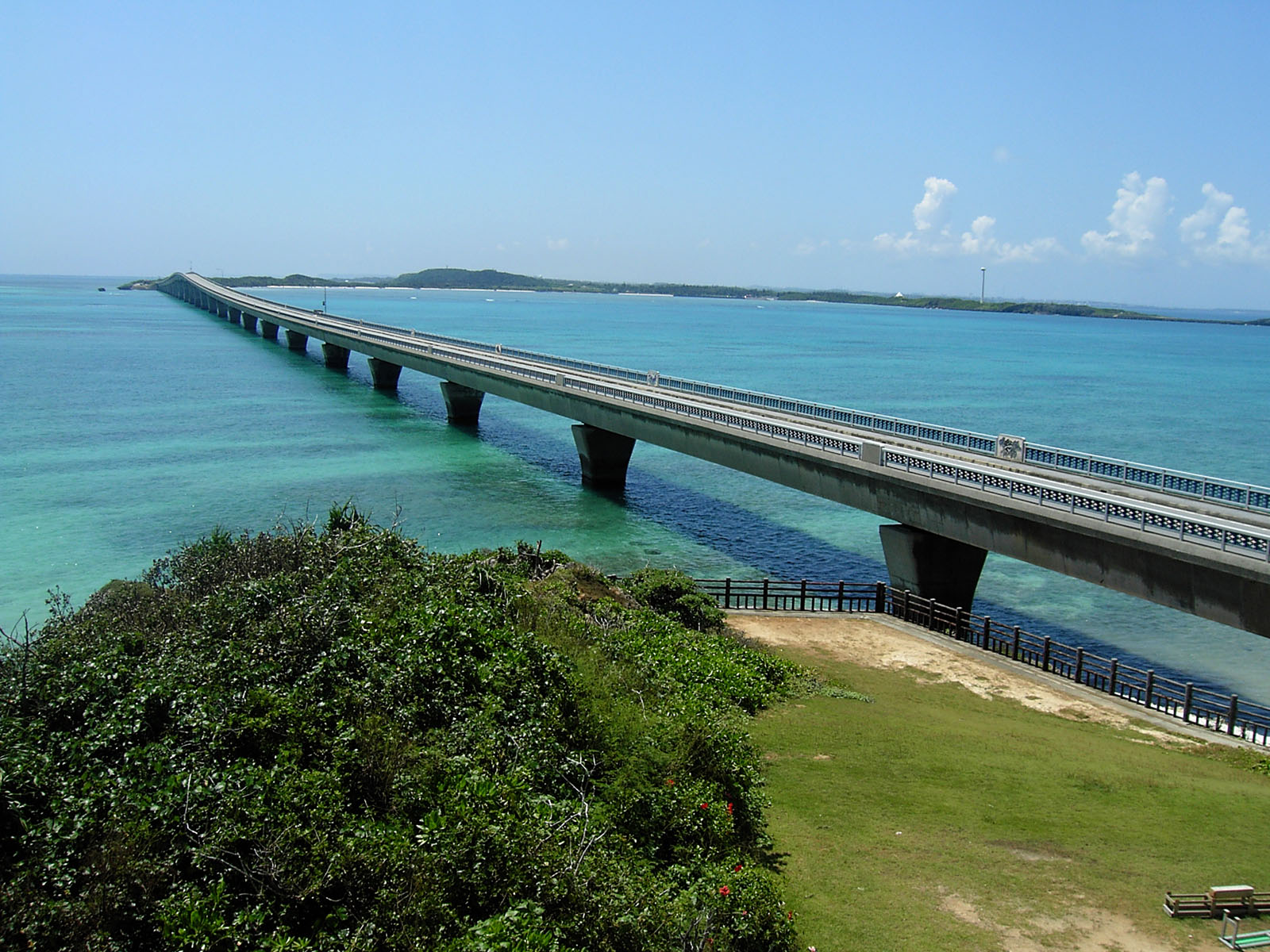
池間大橋
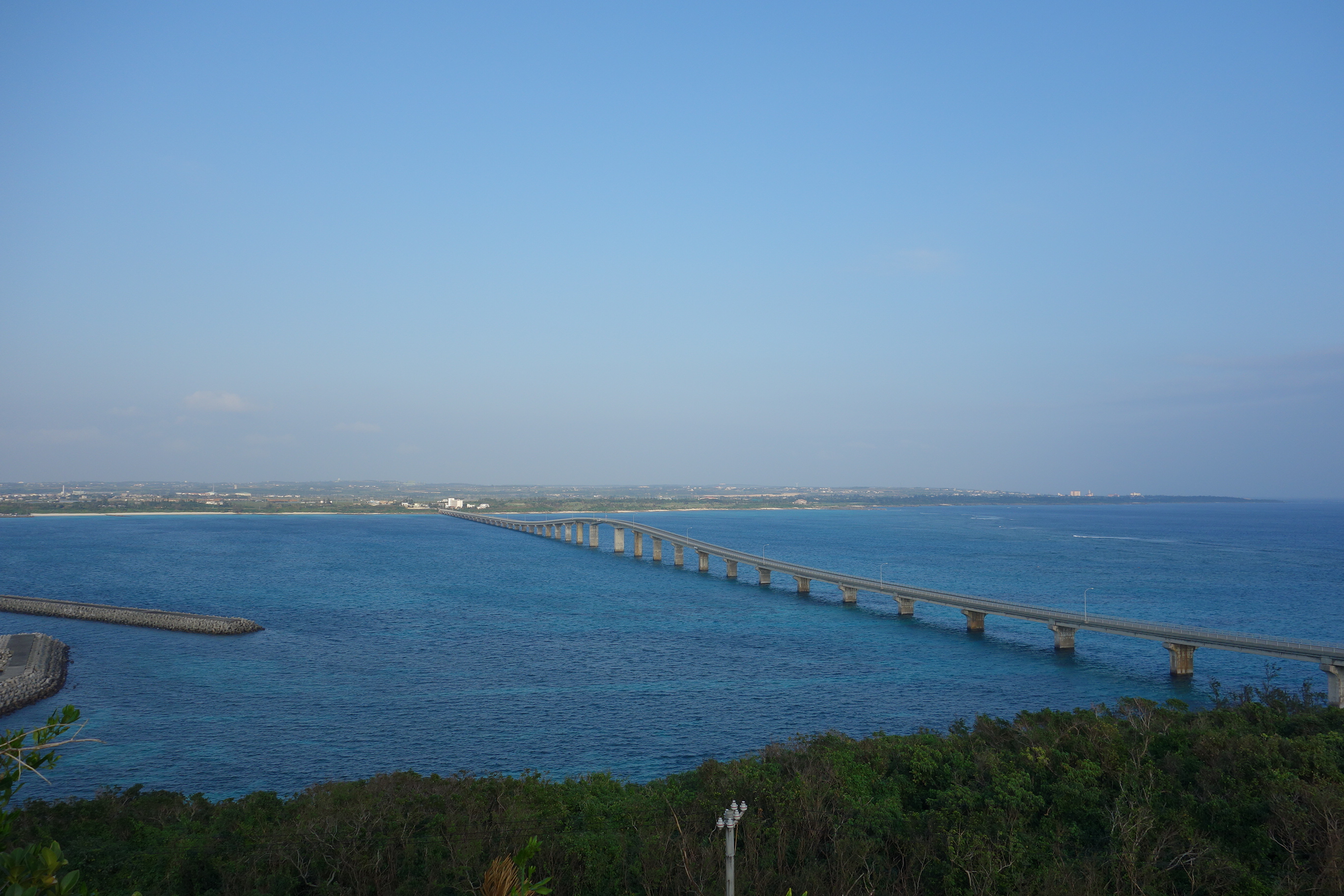
来間大橋
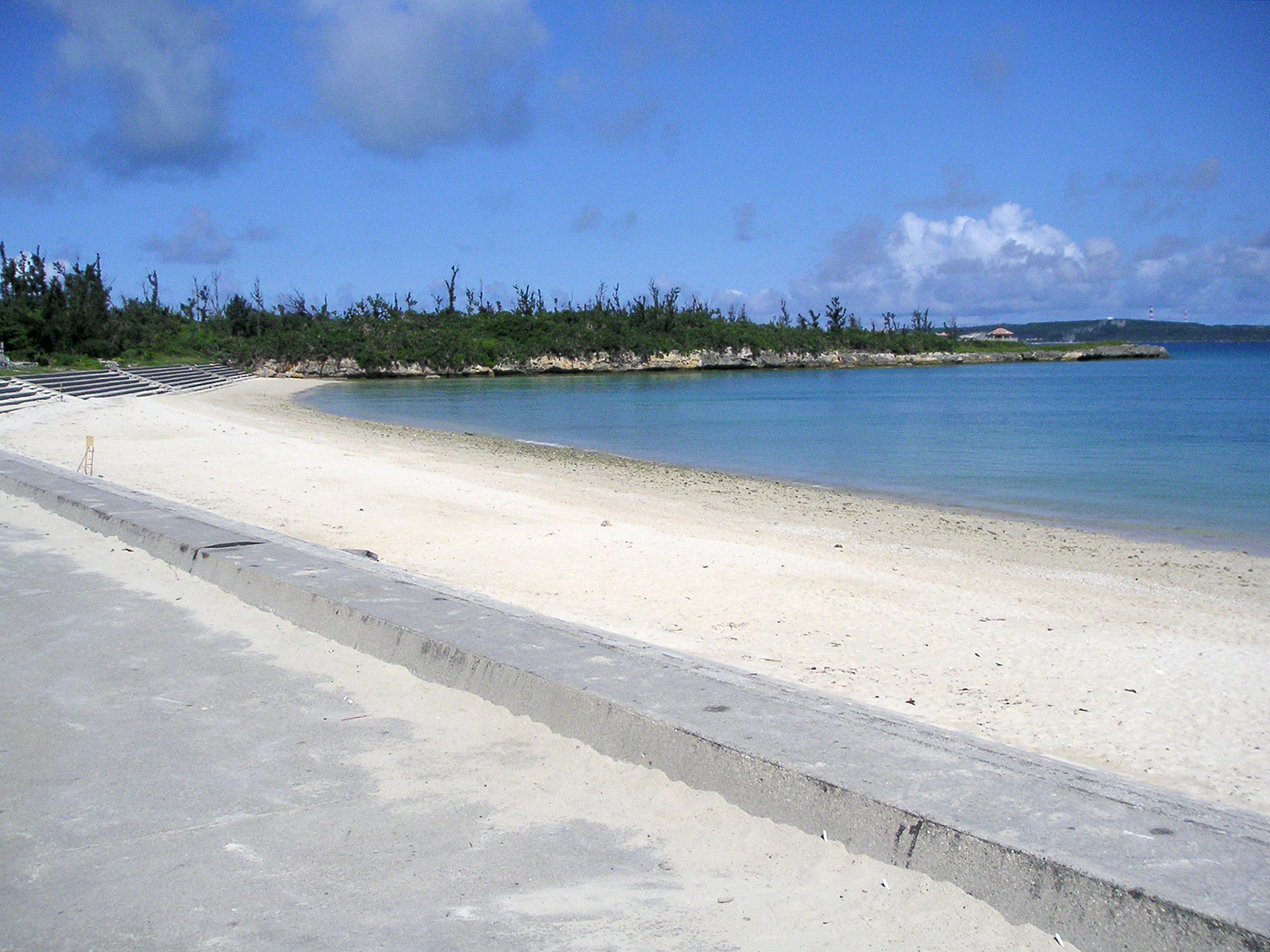
パイナガマビーチ
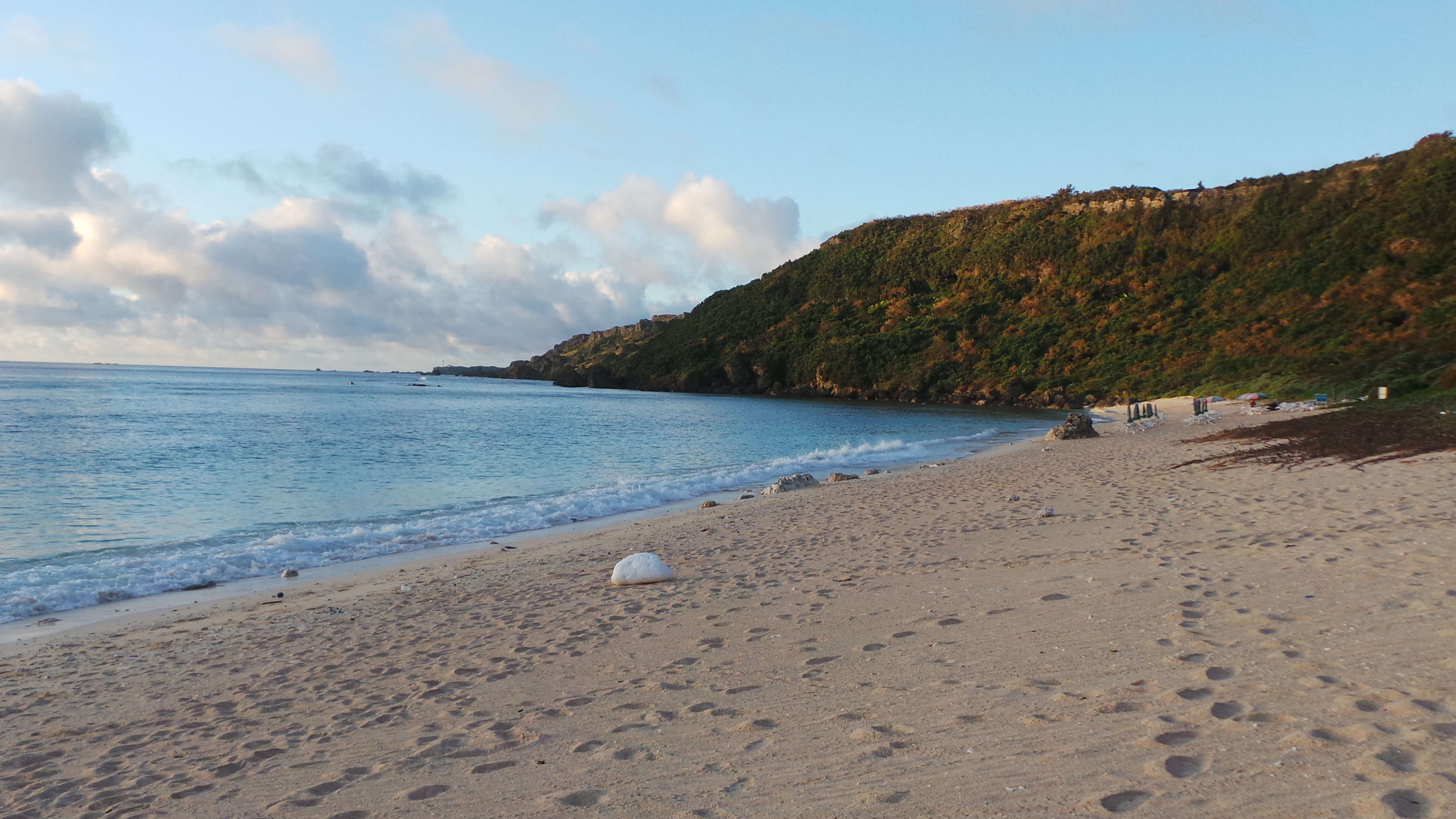
吉野海岸
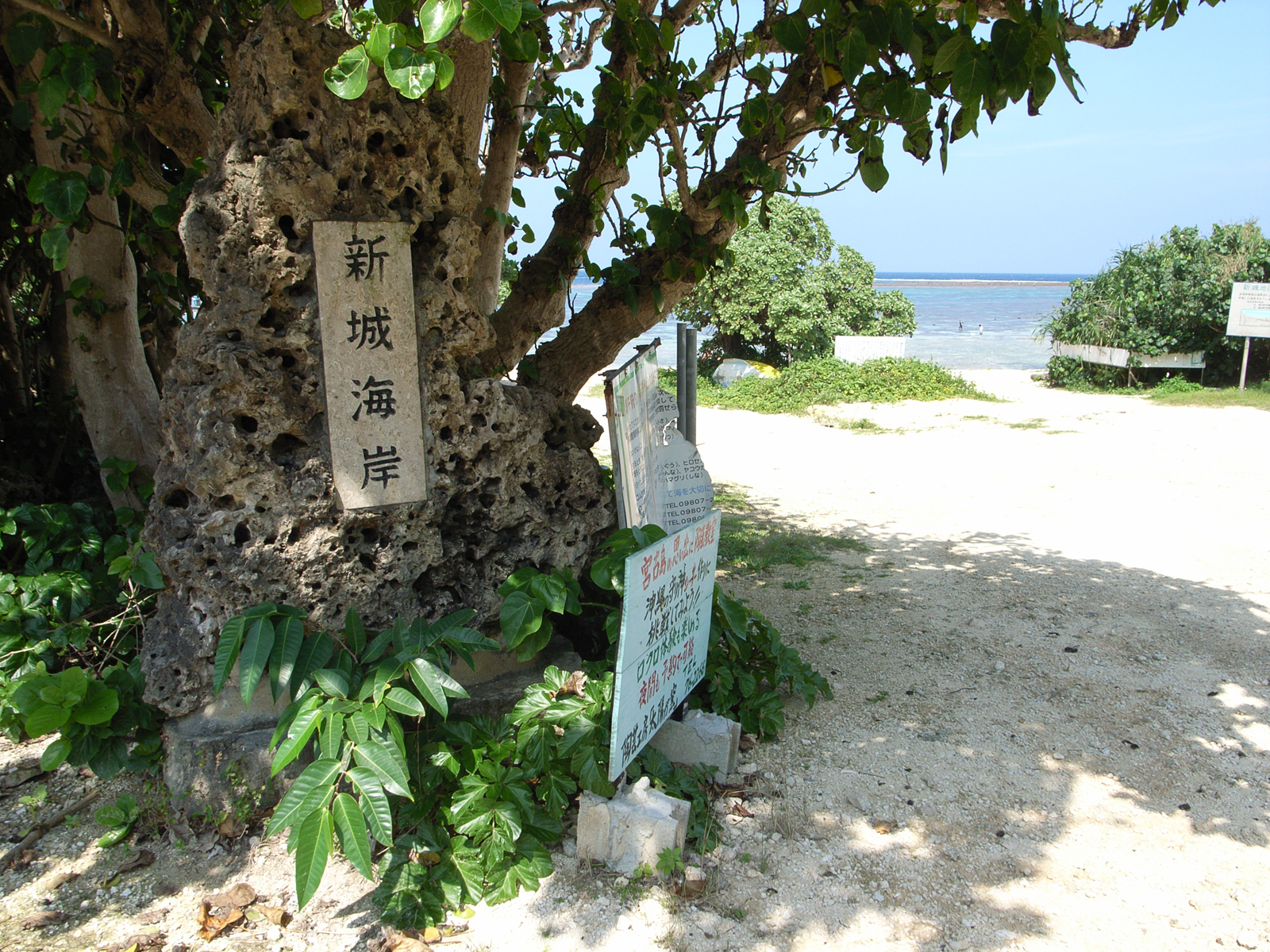
新城海岸
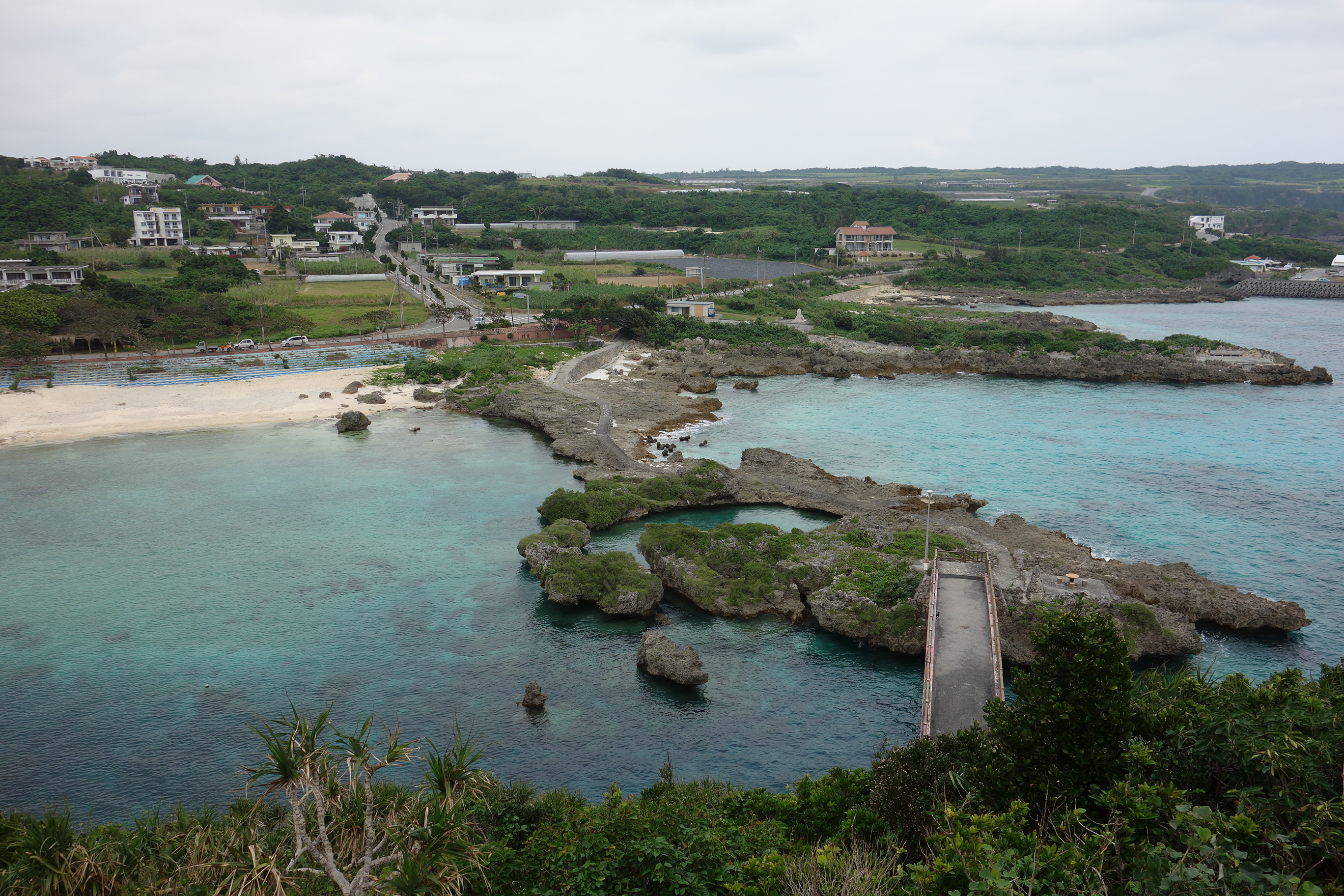
イムギャーマリンガーデン
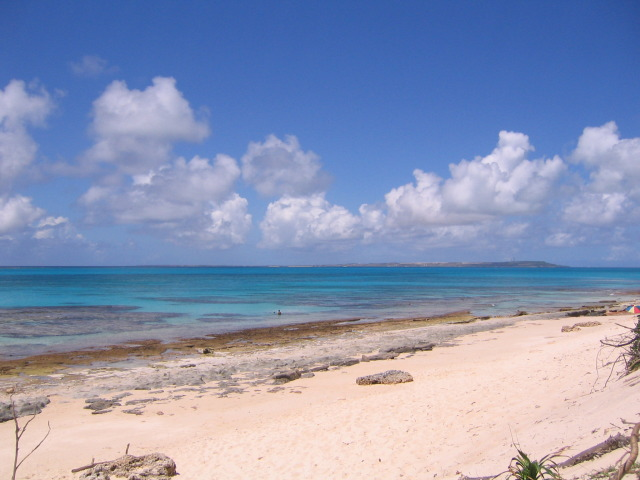
長間浜
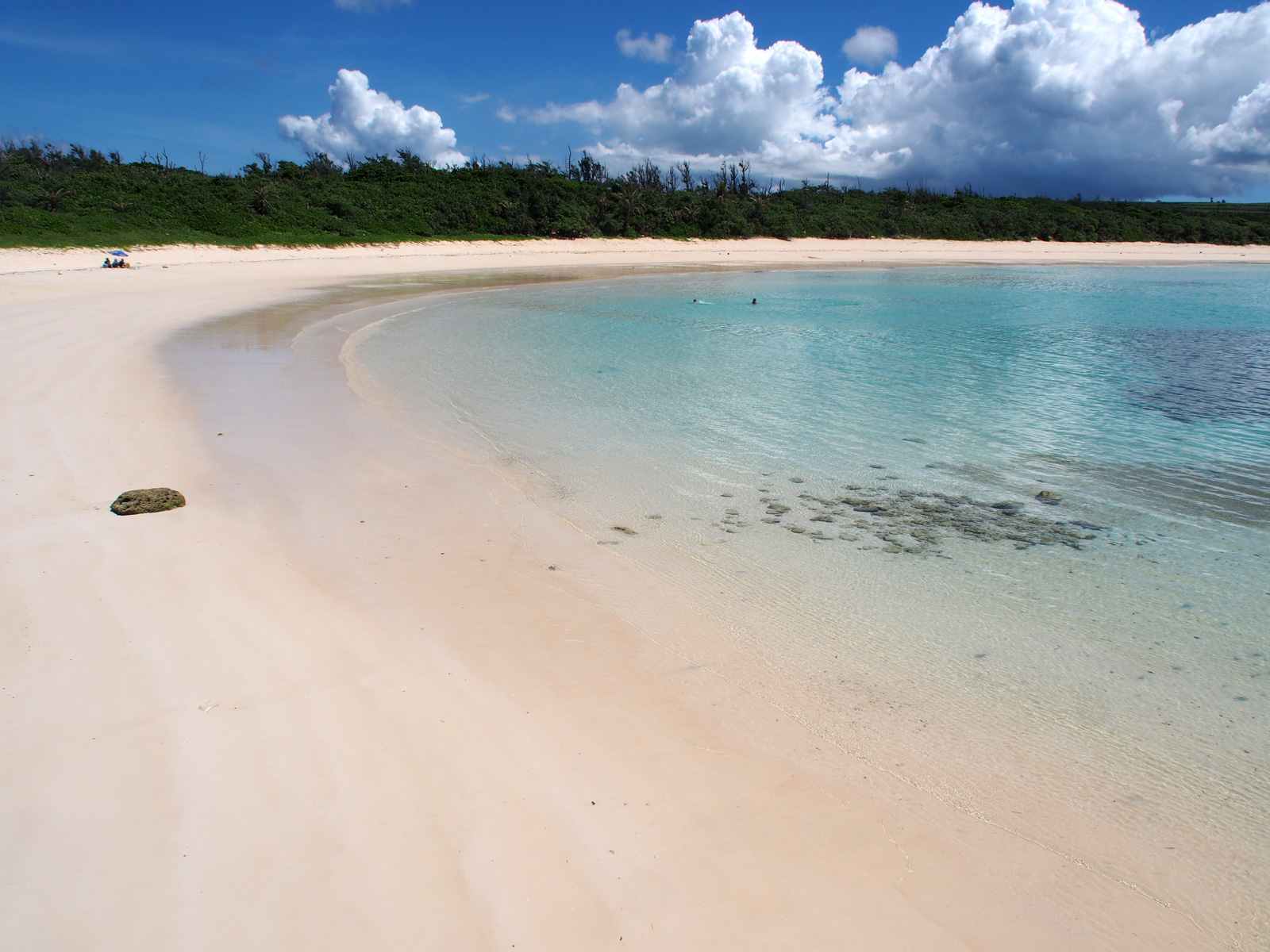
渡口の浜
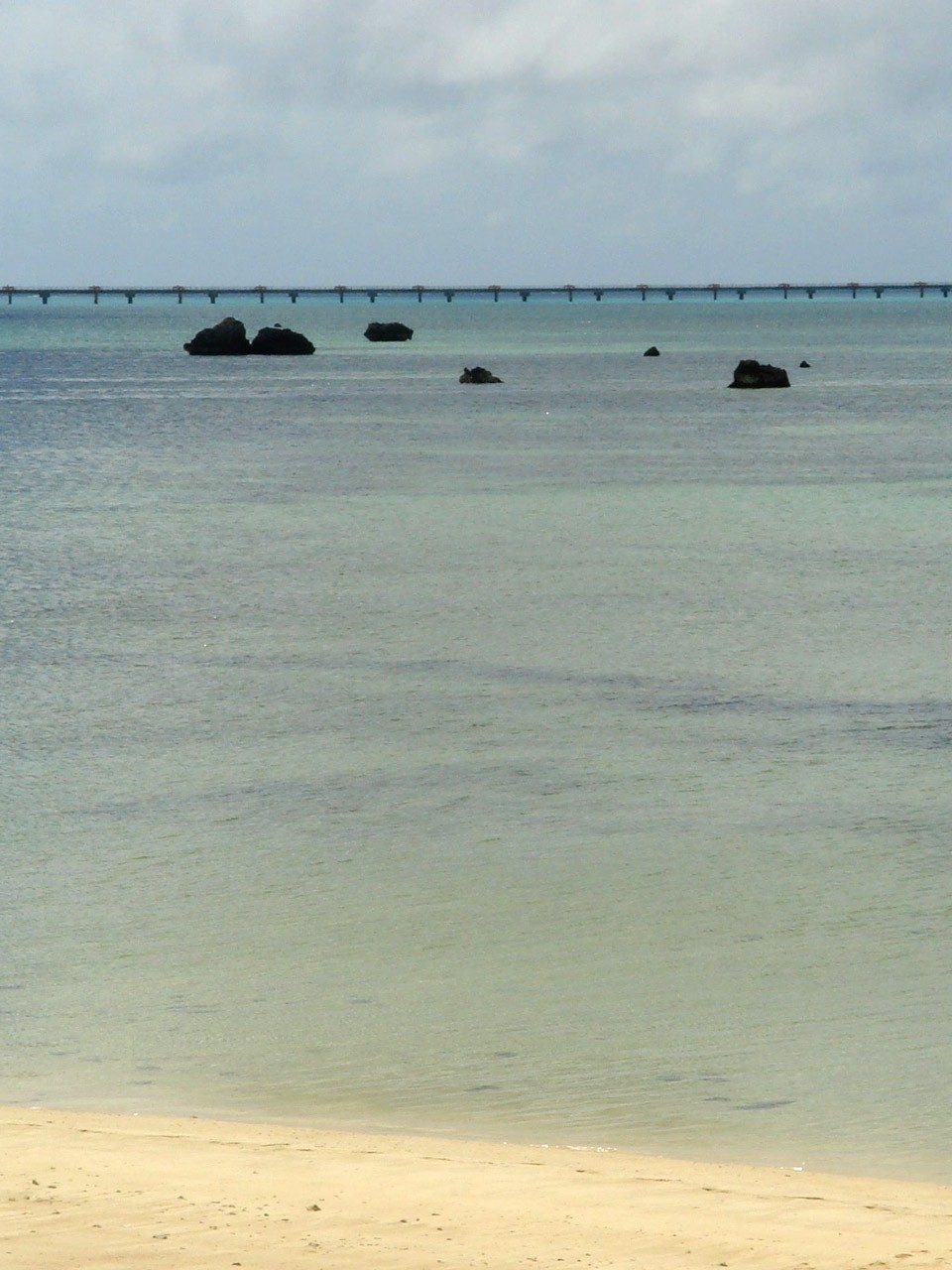
佐和田の浜
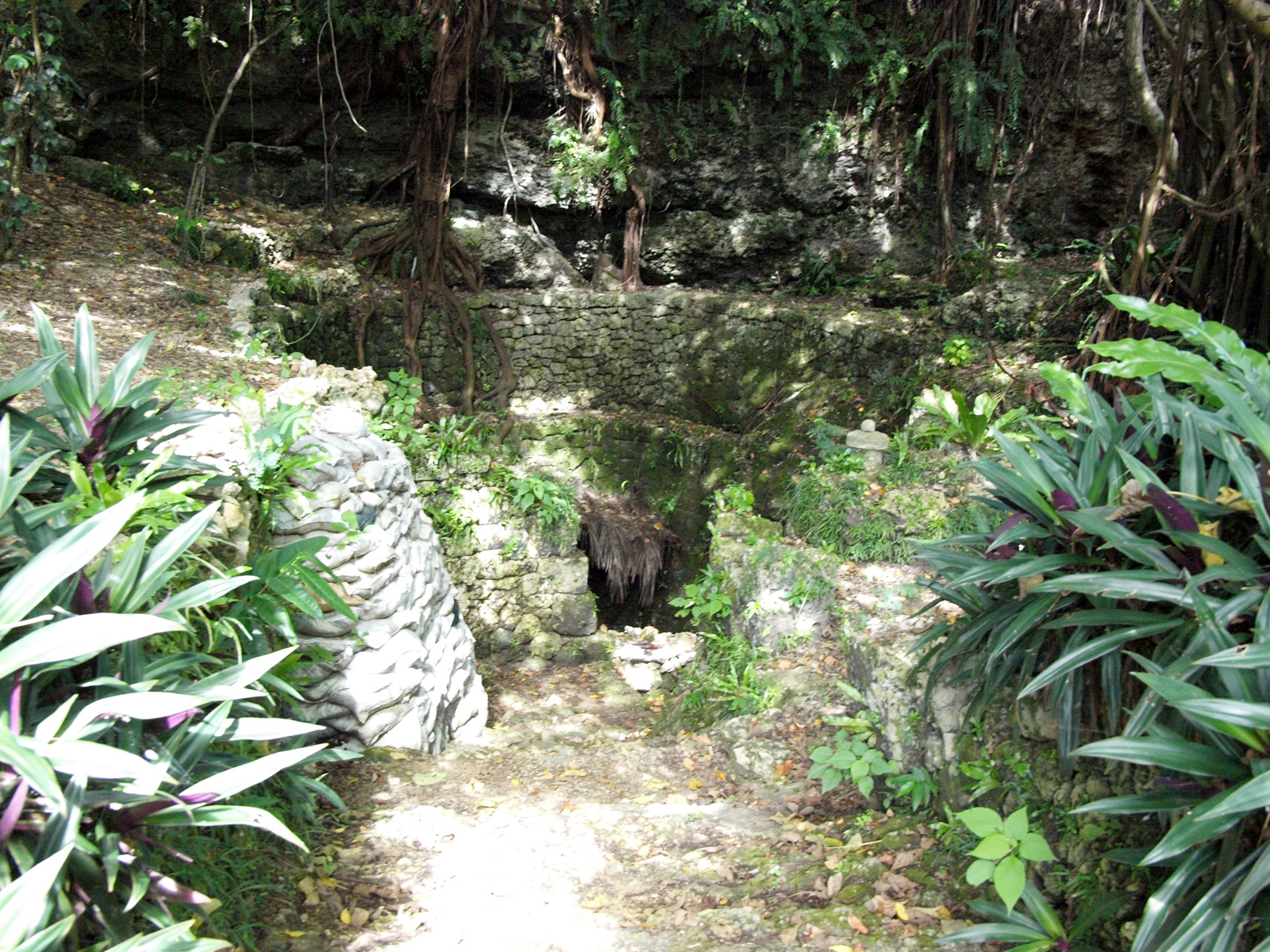
大和井
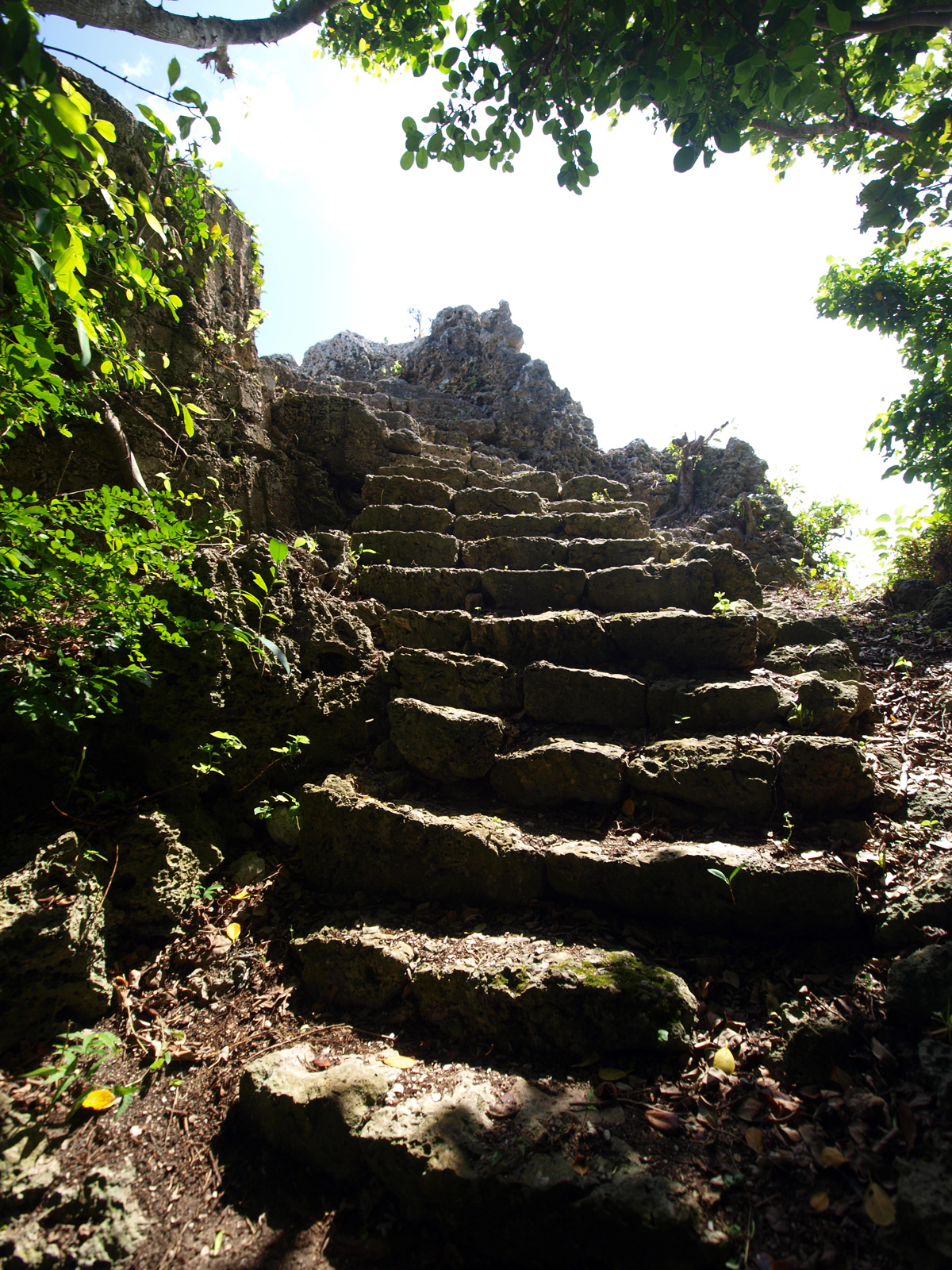
先島諸島火番盛（池間遠見）
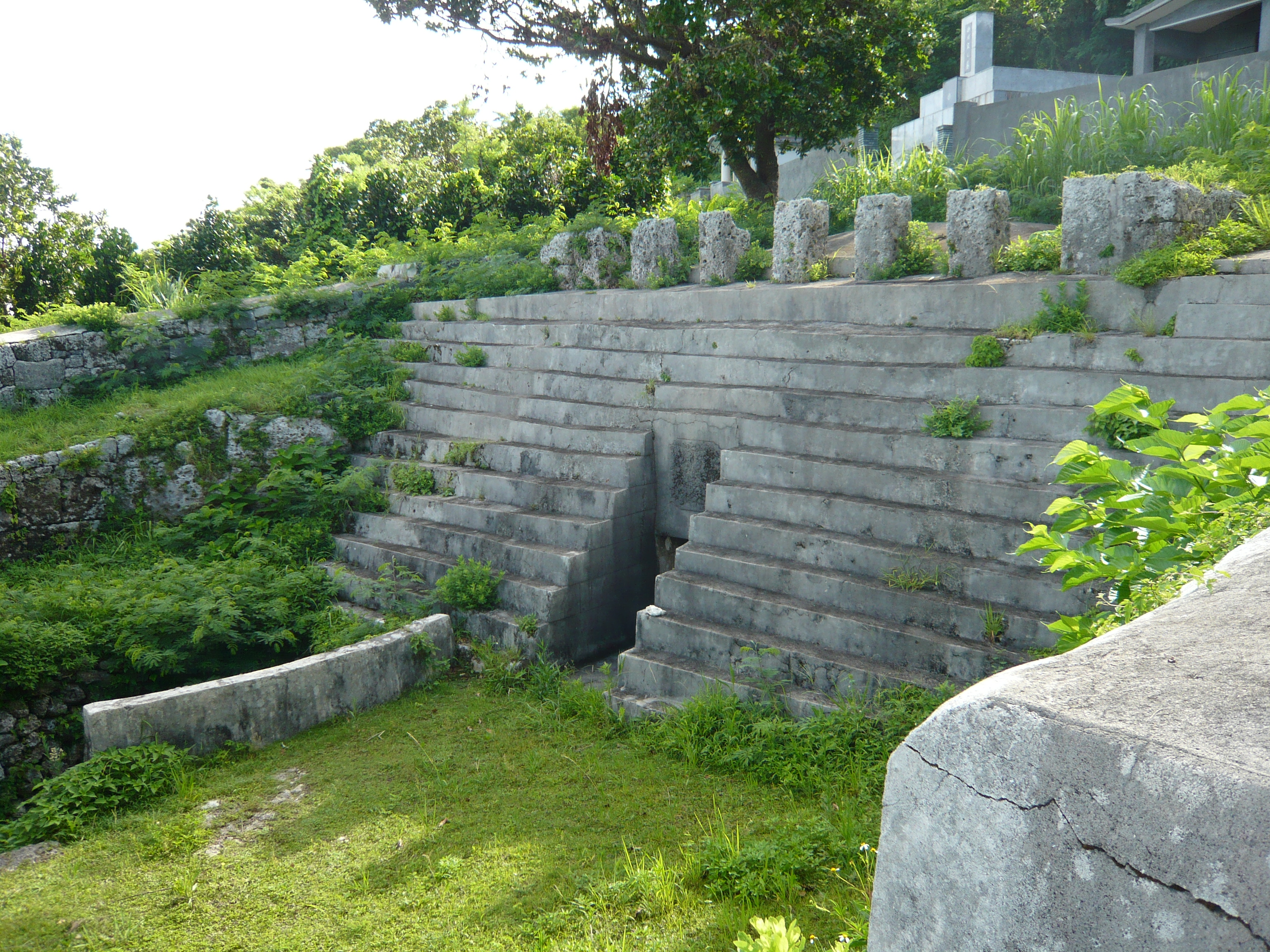
仲宗根豊見親の墓
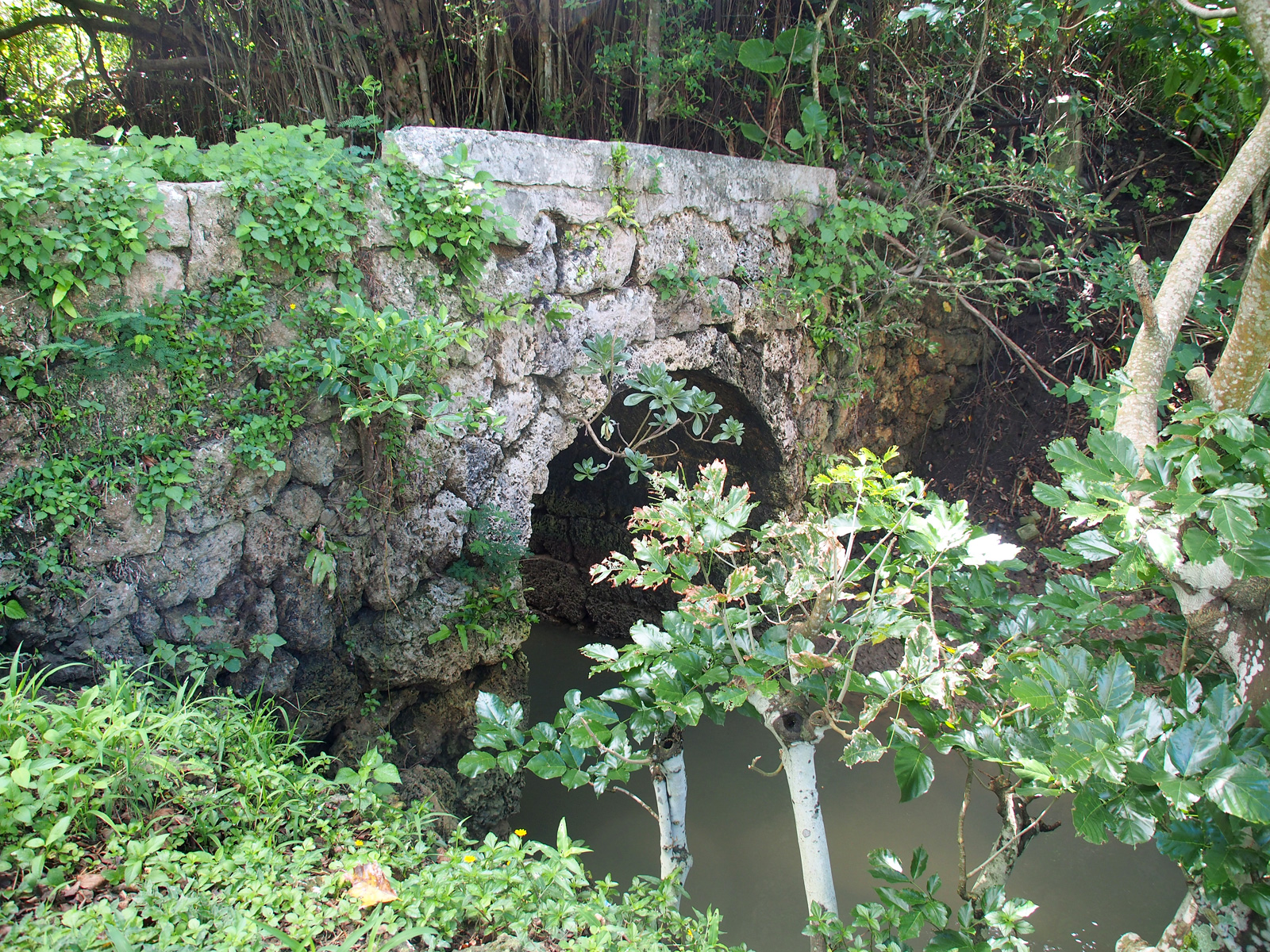
池田矼
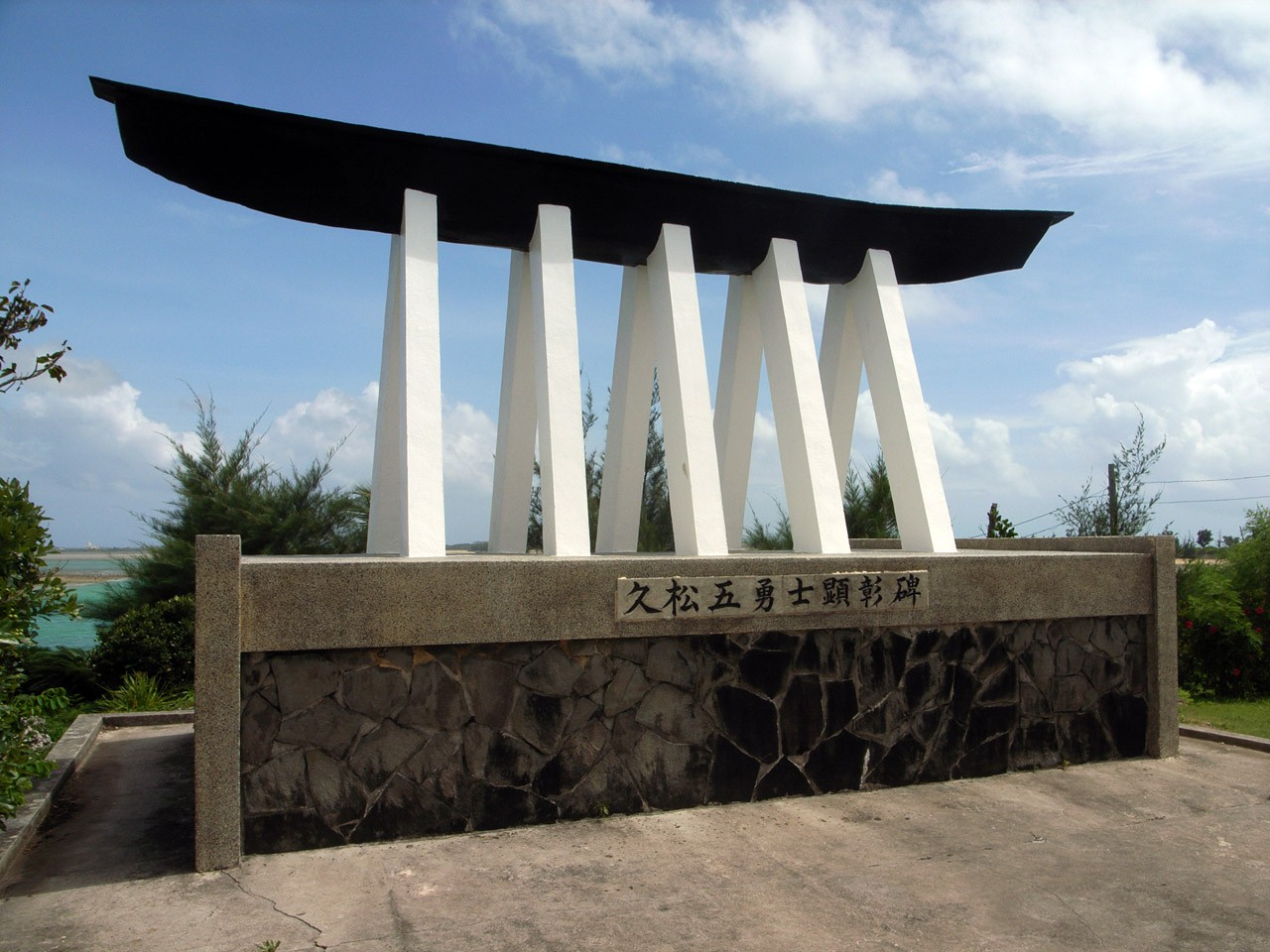
久松五勇士顕彰碑
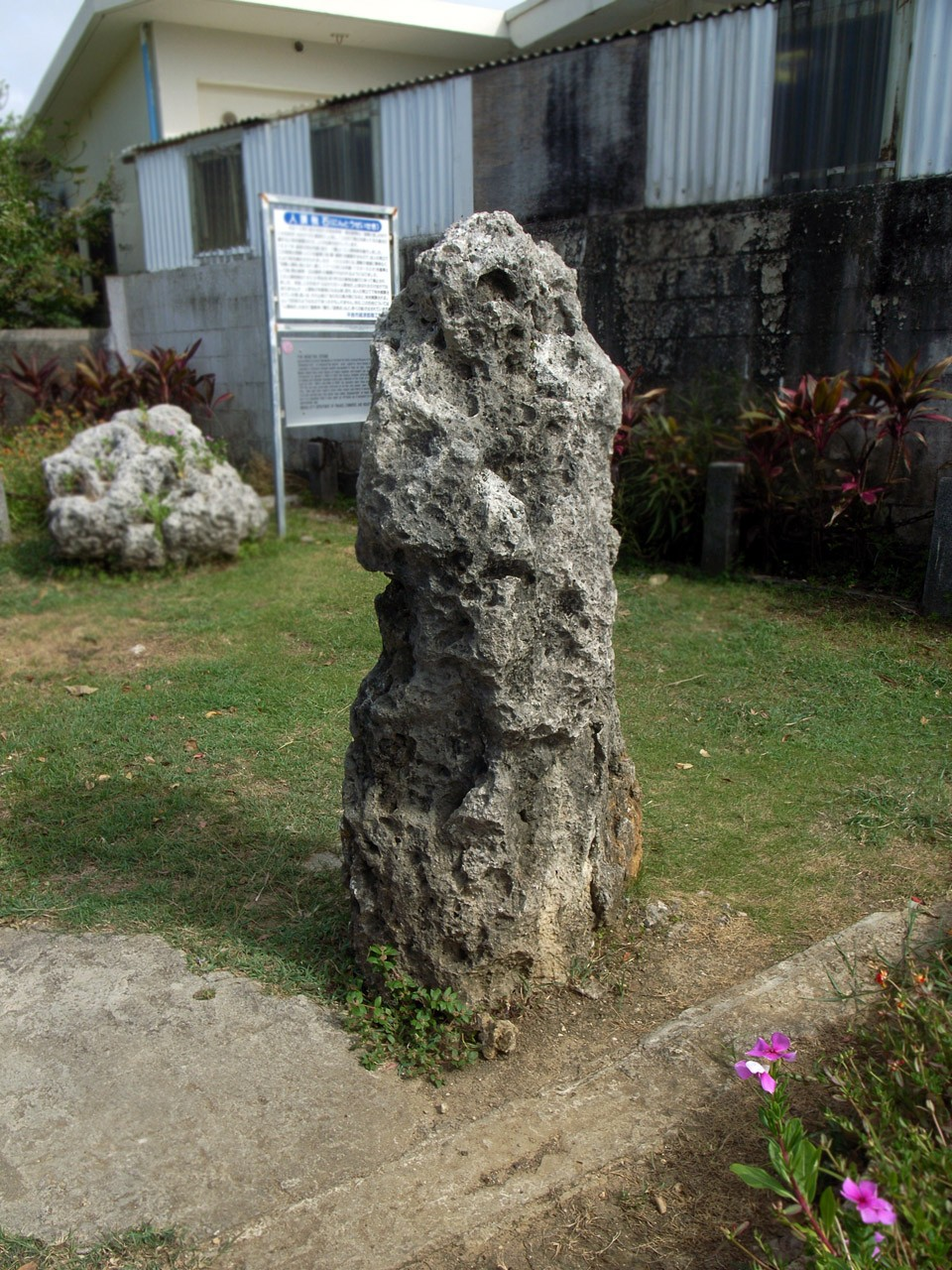
人頭税石
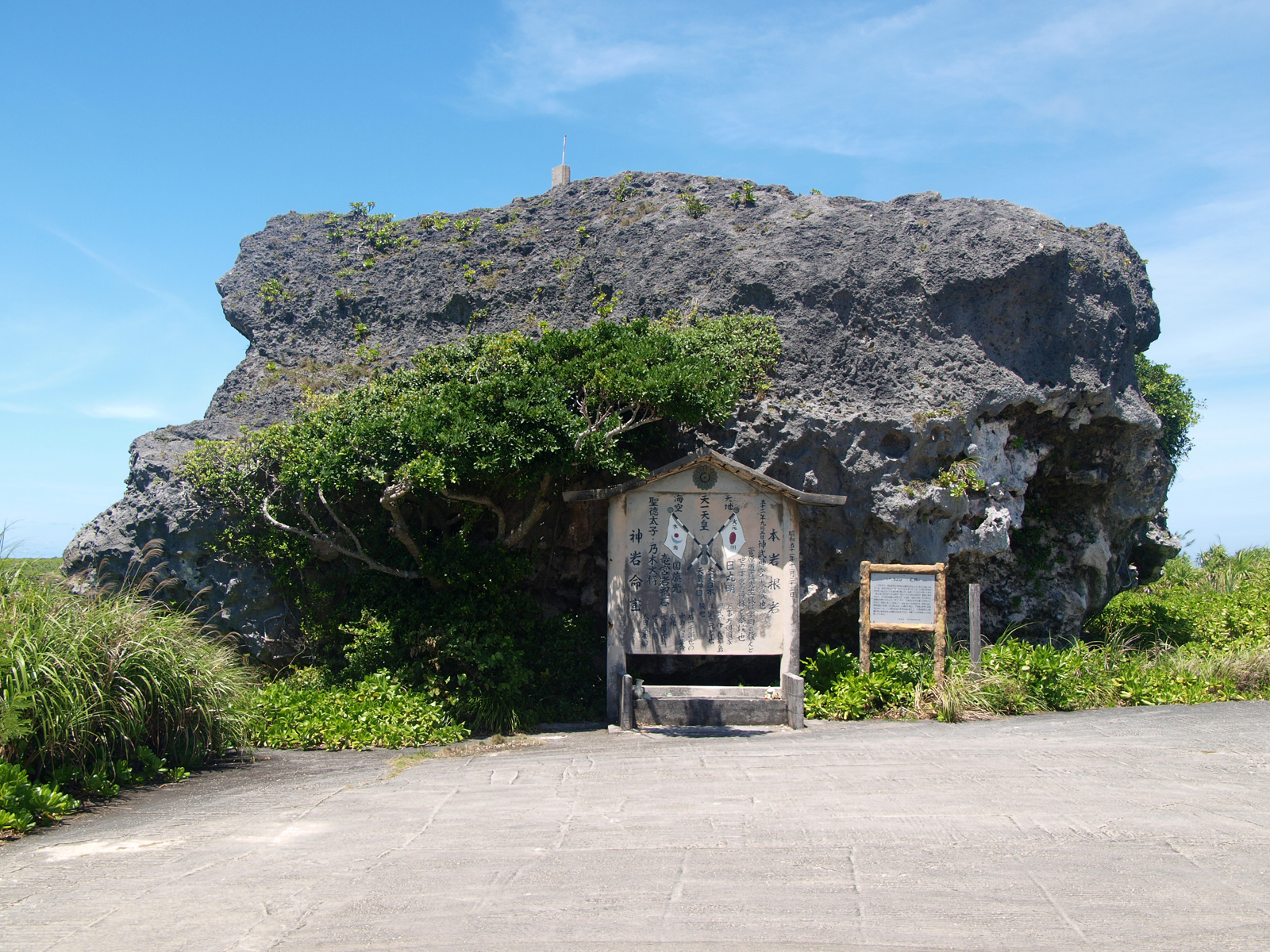
帯岩
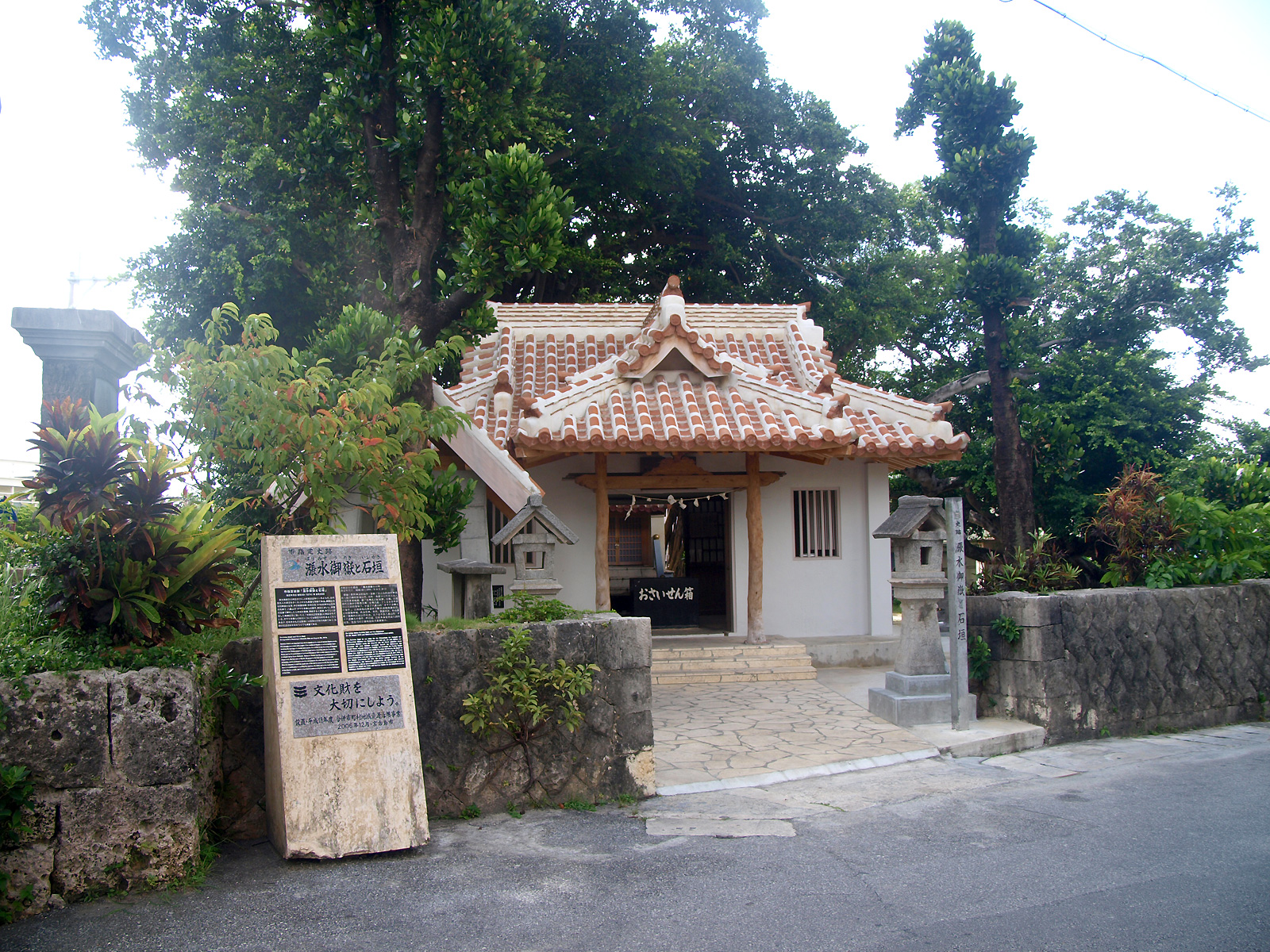
漲水御嶽
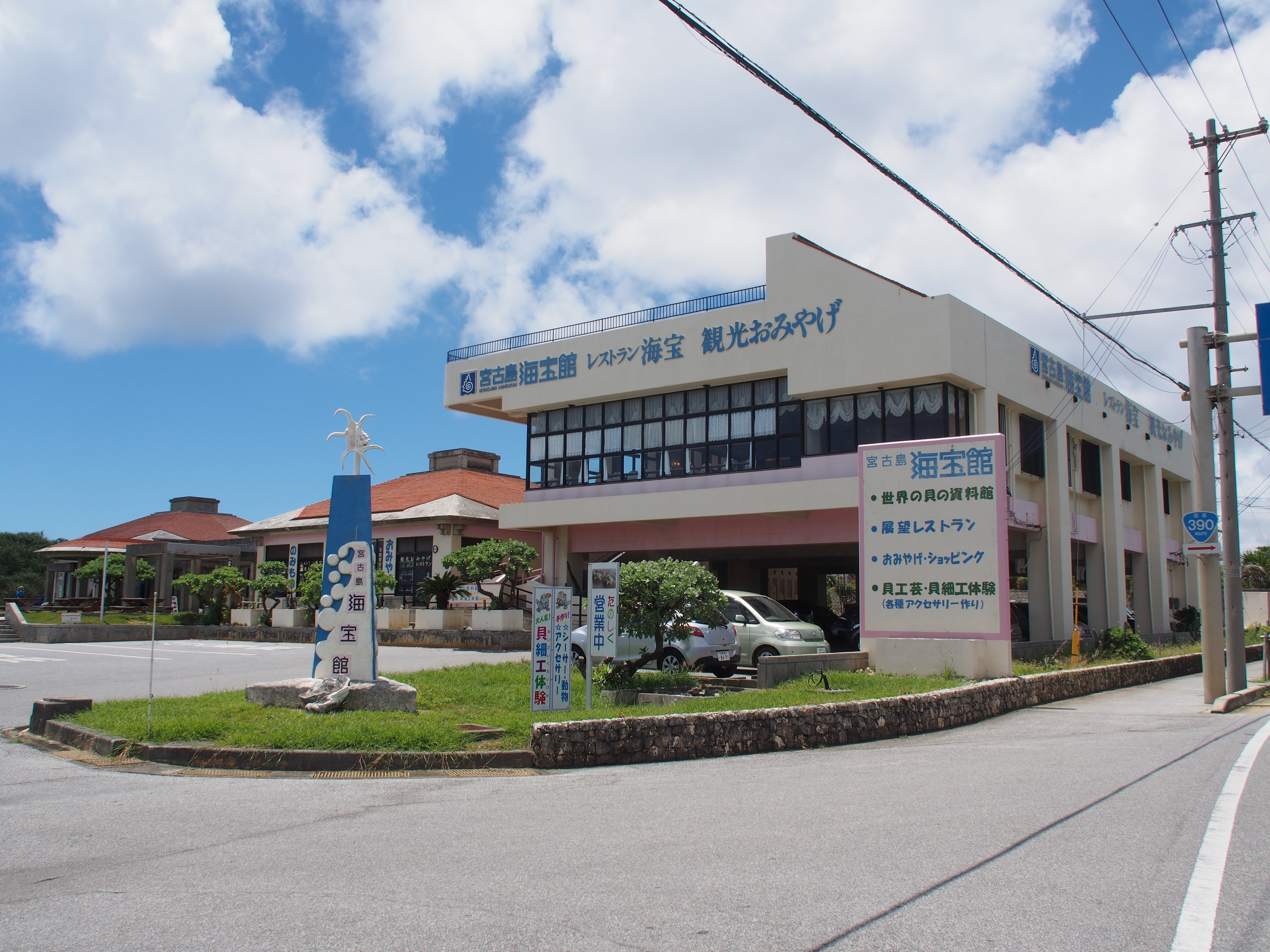
宮古島海宝館
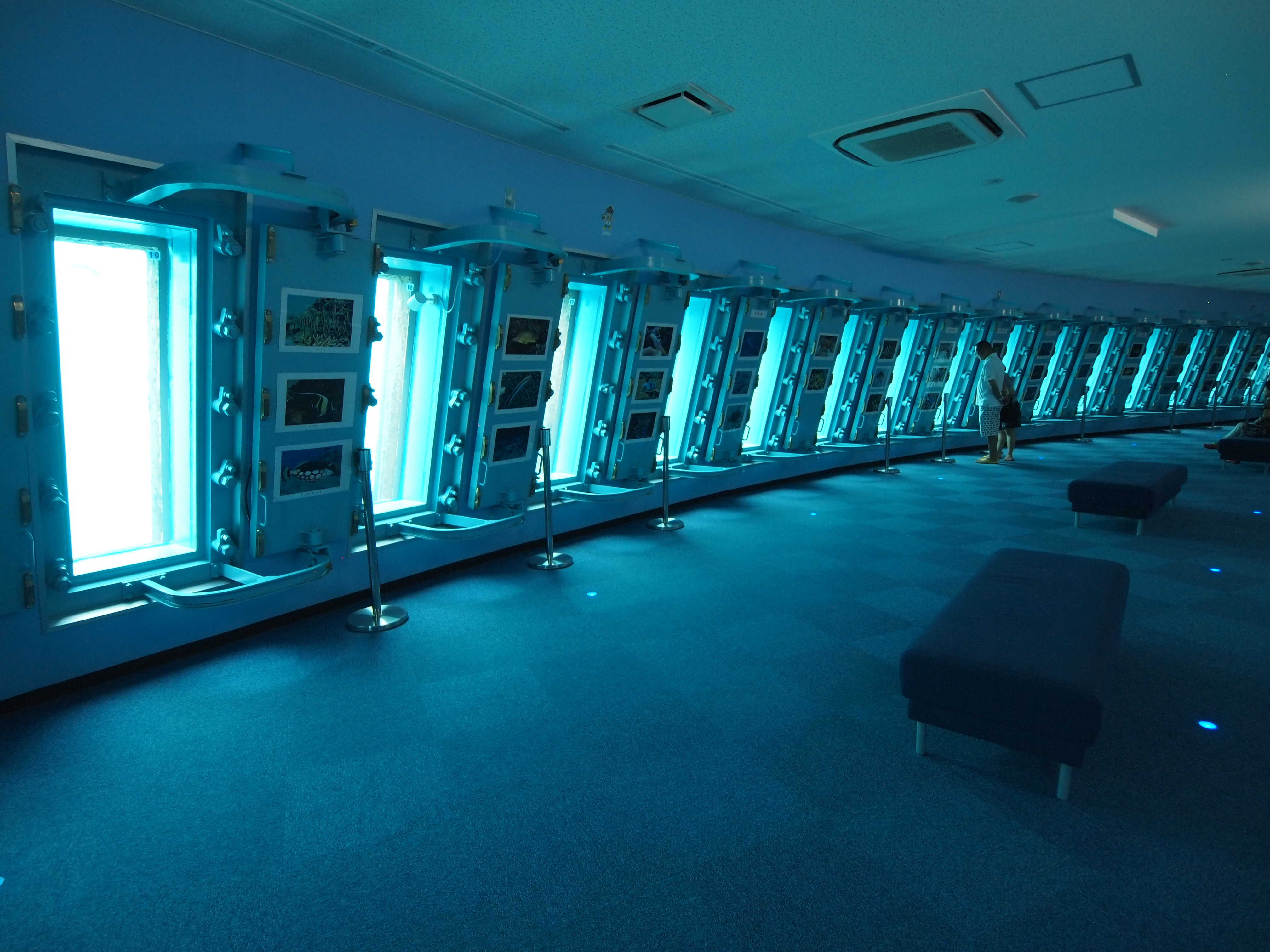
宮古島海中公園

## マスメディア

### 新聞
- 宮古毎日新聞
- 宮古新報

### 放送
- NHK沖縄放送局の送信所および沖縄県内にある民放の送信所が存在する。NHK沖縄放送局送信施設入り口には現在も、OHK沖縄放送協会の看板跡が残る。長年離島への中継局設置を行っていなかったFM沖縄も初の離島中継局として伊良部島に送信所を整備して2018年11月30日から試験放送を行い、2019年1月23日に本放送を開始[58][59]。
- 宮古テレビ（ケーブルテレビ） - 1978年（昭和53年）に宮古島有線テレビとして開局。
- エフエムみやこ（コミュニティFM） - 2006年（平成18年）より2018年（平成30年）までFM沖縄の番組も一部ネットしていた。市内に2か所送信所がある。
- 琉球放送（RBCiラジオ）、ラジオ沖縄（ROK）のFM中継局がある。RBCiラジオはかつてAMの中継放送局で独自のコールサインをもち、那覇の親局とは別に独自の番組を放送したことがある[注 1]が、夜間の外国・本土からの混信によりFM波に切り替えて、中継局も宮古島の久貝から伊良部島へ移した。
- 民放テレビについては、1992年12月にRBCと沖縄テレビ放送（OTV）が共同で開設した宮古島中継局が開局されるまでの間は一切視聴できなかったため、宮古テレビで在京キー局の番組、さらにはRBCとOTVの夕方のニュース番組までも録画・空輸して時差放送されていた。中継開局後は直接受信、および宮古テレビ再配信で視聴可能となった。
- しかし、琉球朝日放送（QAB 1995年10月開始）だけは開局後もしばらく宮古島中継を行わなかったため、長らく系列局のある県ながら視聴できない状態が続いたが、2009年にデジタル放送での開局が決まり、同時に宮古テレビでも再配信が開始された（ただしアナログ中継はなかったため、宮古テレビ視聴者を対象としてデジアナ変換による放送が行われた）
- 島内の支局としては、NHK沖縄放送局のほかに、琉球放送や沖縄テレビ放送などが存在する。また、宮古テレビ内には、在京キー局である日本テレビ放送網、テレビ朝日の伝送設備がある。

#### 宮古島中継局・送信所周波数一覧
（ラジオ）
| 所在地 | NHK1 | NHK2 | NHKFM | RBCi | ROK  | FM沖縄 | FMみやこ |
| ------ | ---- | ---- | ----- | ---- | ---- | ------ | -------- |
| 宮古島 | 1368 | 1602 | 85.0  | 82.7 | 84.1 | 77.4   | 76.5     |

- 周波数単位はNHKAMはkHz、NHKFMと民放ラジオ、エフエムみやこ（2か所とも同一）はMHz。
- NHKは平良（宮古島）、民放（RBCi・ROK・FM沖縄）は伊良部（伊良部島）にある。エフエムみやこは宮古島に2か所（平良・上野）送信所がある。
- 出力はNHKAMと民放ラジオは100W、NHKFMは1kW、エフエムみやこは2か所とも20W。

（テレビ）
| 所在地 （ID） | 総合 (1) | 教育 （2） | RBC （3） | OTV （8） | QAB （5） |
| ------------- | -------- | ---------- | --------- | --------- | --------- |
| 宮古島        | 17       | 13         | 14        | 15        | 16        |

- 単位はCH、IDはリモコンキーID。
- いずれも平良（宮古島）にある。出力はいずれも100W。

## 郵便・電話

### 郵便
郵便の集配業務は宮古郵便局が行っている。民営化前には宮古島内には宮古郵便局をはじめ、旧市町村ごとに5つの集配郵便局（ただし、旧平良市内は大神島含む宮古島と池間島に分かれる）があったが、市町村合併や郵政民営化を控えた2005年（平成17年）から2006年（平成18年）9月にかけて、集配業務を宮古郵便局に一元化した。
宮古郵便局は、本土復帰前は那覇局や八重山局と同じく「中央郵便局」であった。また同名の郵便局が岩手県宮古市にもある。
郵便番号は以下の通りとなっている（郵便番号の右のカッコ名は一元化前の受け持ち局）。
- 宮古郵便局：906-00xx（宮古、大口事業者は906-85xx、906-86xx、906-87xx）、906-01xx（城辺）、906-02xx（沖縄上野）、906-03xx（下地）、906-042x（池間）、906-05xx（伊良部）

無集配郵便局
- 平良西里郵便局
- 平良久貝郵便局
- 城辺郵便局
- 長間郵便局
- 上野郵便局
- 下地郵便局
- 池間郵便局
- 佐良浜郵便局
- 伊良部郵便局

簡易郵便局
- 狩俣簡易郵便局
- 西辺簡易郵便局
- 砂川簡易郵便局

### 電話
宮古島のうち旧平良市内は復帰前から自動ダイヤル化（旧市内に限り）されていたが、それ以外の地域の自動ダイヤル化は1976年（昭和51年）の沖縄本島との海底ケーブル開通とほぼ同時に行われ、同時に沖縄県内や日本本土との市外通話も可能になった（それまでは現在では自動コレクトコールの番号である「106」などをダイヤルして交換手に頼まなければ通話ができなかった。これは逆に他地域から旧平良市へかけるときもそうだった）。
市外局番はダイヤル化当初数年間は旧平良市の宮古島内のみ09807で、池間島は098075、旧下地町と旧上野村は098076、旧城辺町は098077、旧伊良部町は098078と別々だったが、1983年（昭和58年）頃に多良間村（当初は098079）も含め09807に統一された。さらに2002年（平成14年）12月には電話会社の新規参入で市内局番1桁では逼迫する恐れが出てきたため市外局番を現在の0980となり（多良間村も含む）、市内局番が従来の70番台に加え、60番台も使用可能になったものの未だに60番台は使用していない。また単位料金区域（MA）は多良間村を含め沖縄宮古MAであり、同じ0980を市外局番にもつ沖縄本島北部（名護市以北）の名護MAや石垣市などの八重山MAへは同じ局番でも市外通話となり、市外局番からダイヤルすることになる。長年同じ沖縄県内の沖縄本島や石垣島とはかなり距離があるため、通話料金もかなり割高だったが1980年代後半にようやく沖縄県内の市外通話料金が特例で隣接扱いとなり、沖縄本島や石垣島などへ通話料金は日中3分20円（10円で話せる時間は1分半、公衆電話は1997年より42.5秒）となった。
宮古島市内の市外局番の変遷
- 平良（池間島を除く） 09807-X（1976 - 2002）→0980-7X（2002 - ）
- 池間島 098075（1976 - 1983）→09807-5（1983 - 2002）→0980-75（2002 - ）
- 下地・上野 098076（1976 - 1983）→09807-6（1983 - 2002）→0980-76（2002 - ）
- 城辺 098077（1976 - 1983）→09807-7（1983 - 2002）→0980-77（2002 - ）
- 伊良部島（下地島も含む） 098078（1976 - 1983）→09807-8（1983 - 2002）→0980-78（2002 - ）

※沖縄宮古MA全域で1990年代以降、市内局番の空き番号である「4」（現在は「74」）が使用可能になり、下4桁の加入者番号の頭1 - 2桁で使用地域を分けている。
※平良地域は1990年代以降、従来の市内局番2または3（現在の72また73）が満杯になったため池間島向けの市内局番の5（現在の75）が使用可能になった（ただし加入者番号は3000 - 9999）ほか、市内局番2桁化後は多良間村向けの市内局番79も使用できるようになった（加入者番号は同村で使われてる2000番台を除く番号）。また市内局番72のうち加入者番号5000番台は宮古島北部の字狩俣と島尻、大神島で使用されている。

## 著名な出身者

### 政治・経済
- 下地玄信 - 日本公認会計士協会創設者、旧平良市
- 下地幹郎 - 政治家、衆議院議員、旧平良市
- 砂川裕紀 - 埼玉県副知事、旧平良市
- 盛島明長 - 衆議院議員、医師、旧下地村

### 芸能・マスコミ
- 下地暁 - ミュージシャン、宮古島大使、旧城辺町
- 下地イサム - ミュージシャン、旧平良市
- 末広尚希 - ロックバンド・gulff、旧城辺町
- 池間正樹 - ロックバンド・gulff、旧平良市
- 佐渡山武士 - ロックバンド・gulff、旧平良市
- 下地正晃 - navy&ivory・ボーカル
- 砂川恵理歌 - 歌手・旧城辺町
- 川平聖 - アイドル、HKT48チームKIV
- 金井喜久子 - 作曲家
- 垣花正 - フリーアナウンサー、元ニッポン放送アナウンサー、旧平良市
- 嘉大雅 - 琉球放送アナウンサー、旧伊良部町
- 渡久山慶 - ミュージカル俳優、旧伊良部町
- 知念だしんいちろう - お笑い芸人、FECオフィス所属、旧平良市
- 知念臣悟 - お笑いコンビパーラナイサーラナイ、旧平良市

### スポーツ
- 上里一将 - プロサッカー選手、旧平良市
- 上里琢文 - プロサッカー選手、旧平良市
- 狩俣昌也 - プロバスケットボール選手
- 川満寿史 - プロバスケットボール選手
- 島袋脩 - 元プロバスケットボール選手
- 友利健哉 - プロバスケットボール選手、旧伊良部町
- 友利勝良 - プロゴルファー
- 伊志嶺翔大 - プロ野球選手
- 川満寛弥 - プロ野球選手
- 渡真利克則 - プロ野球選手、プロ野球審判員

### その他
- 知念かおり - 囲碁棋士、旧平良市
- 友利新 - 医師、タレント・旧平良市
- 池間誠 - 経済学者、一橋大学名誉教授、元日本国際経済学会会長・旧平良市
- 前泊博盛 - ジャーナリスト、政治学者、沖縄国際大学大学院教授

## 宮古島市にゆかりのある人物
- ロマのフ比嘉 - 3DCGアニメーション作家、演出家、映画監督。和歌山生まれ、宮古島育ち[60]。
- 堂安律 - プロサッカー選手。母方の祖父が宮古島市出身[61]。